# Venaco
Pour les articles homonymes, voir Venaco (homonymie).
Venaco est une commune française située dans la circonscription départementale de la Haute-Corse et le territoire de la collectivité de Corse. La commune portait le nom de Serraggio jusqu'en 1874 et l'absorption de la commune de Lugo-di-Venaco, à laquelle avait déjà été réunie celle de Campovecchio en 1850. Elle appartient à l'ancienne piève de Venaco, dont Serraggio était le chef-lieu.

## Géographie

### Situation
Venaco est une commune située au cœur de l'île, dans le « territoire de vie » Centre Corse du parc naturel régional de Corse dont elle est adhérente. 
Venaco était le chef-lieu de l'ancien canton de Venaco qui comptait sept communes. Son site se trouvait dans l'ancienne piève de Venaco.

Panorama de Venaco vue du Sud.

### Communes limitrophes
Les communes limitrophes sont Casanova, Guagno, Corte, Erbajolo, Muracciole, Noceta, Santo-Pietro-di-Venaco et Vivario.

### Géologie et relief

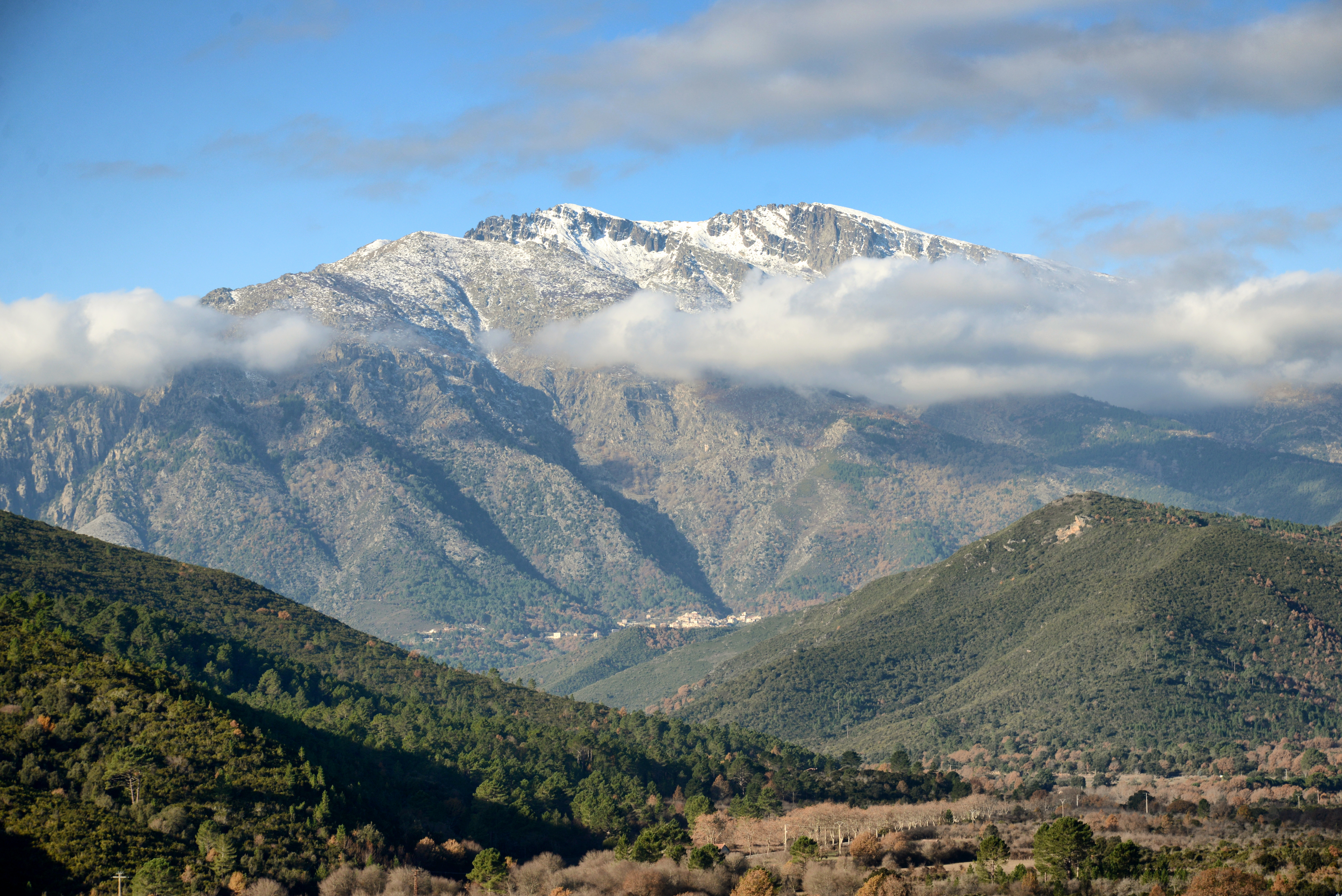
Vue de Venaco au pied du Monte Cardo enneigé.

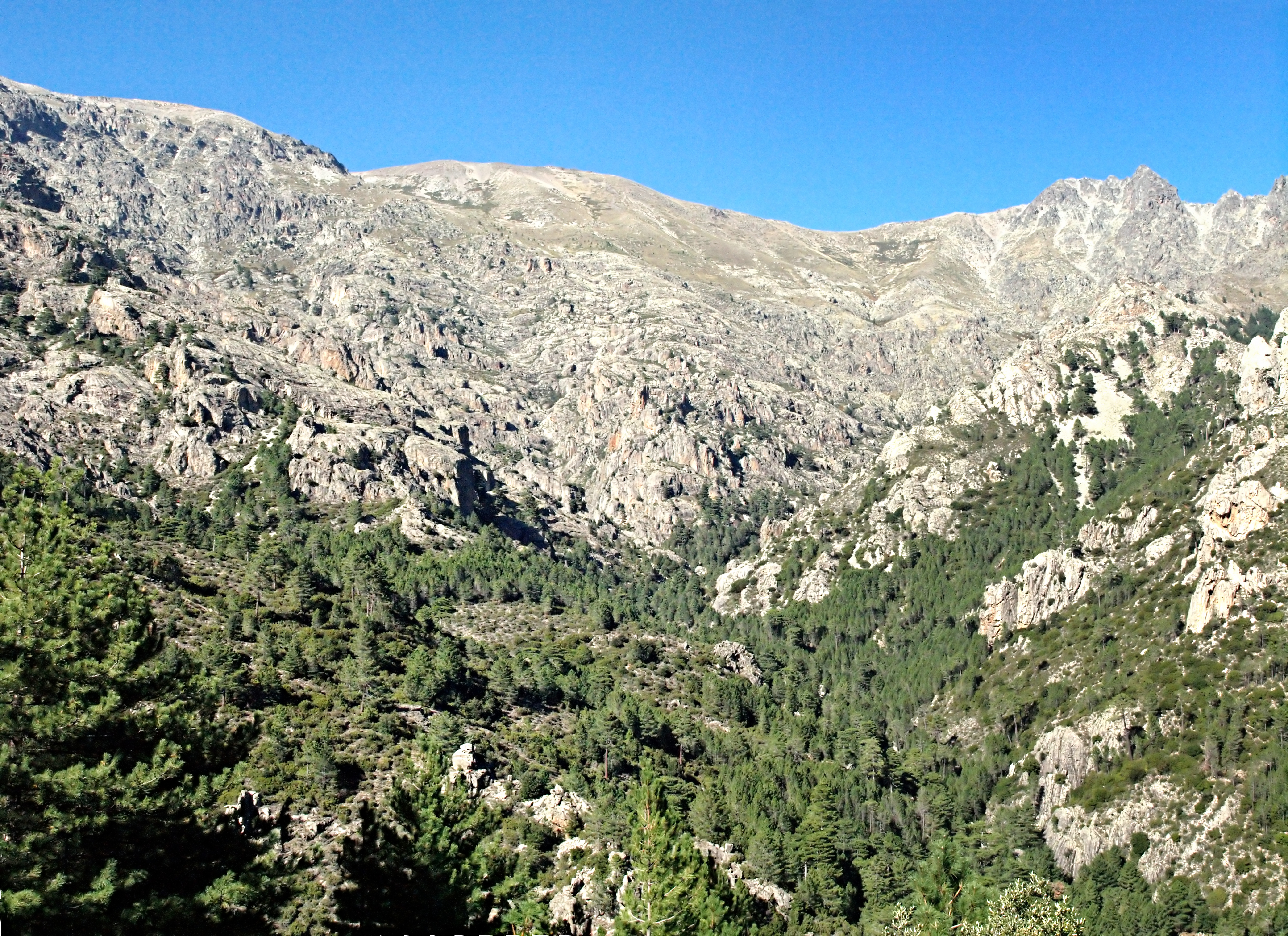
Vallon du ruisseau de Paratella sur le flanc sud du Monte Cardo.

Venaco se trouve dans le « Deçà des Monts », moitié de la Corse située au nord-est des massifs de haute montagne qui la coupent en deux. La commune se trouve dans la « Corse granitique » occidentale ancienne, constituée pour l'essentiel de roches granitiques, comme ordinairement distinguée par les géologues au sud-ouest de l'île, opposée à la « Corse schisteuse » au nord-est. Elle se situe en limite de la zone dépressionnaire centrale de Corte qui s'étend entre les deux.
La commune s'étend sur la partie orientale du massif granitique du Monte Rotondo (2 622 m), son point culminant. Des sommets à l'ouest, elle s'étale jusqu'au Tavignano à l'est où se situe son point le plus bas, à 198 m d'altitude. Le village est bâti à flanc du Monte Cardo (2 453 m), exposé à l'Est.
La carte géologique de son territoire se définit ainsi : 
- le secteur occidental datant de la Corse Hercynienne (occidentale), est formée de granites monzonitiques porphyroïdes, roches volcaniques et plutoniques de chimie calco-alcaline datées entre -320 et -270 Ma. Elle se caractérise par des granodiorites, et monzogranites recoupées par des granites leucocrates associés à des roches basiques (diorites et gabbros) ;
- le secteur central (Permien à Éocène) situé dans le sillon dépressionnaire de l'île, est une couverture sédimentaire autochtone, provenant d'une nappe océanique de marge continentale. Un front de chevauchement des plaques tectoniques le sépare à l'est de la Corse Alpine ;
- le secteur oriental appartient à la Corse Alpine (orientale) formée par une succession d’unités autochtones (terrains en place), para-autochtones (terrains faiblement déplacés) et surtout allochtones (terrains fortement déplacés). Les deux premières coïncident grossièrement avec la dépression centrale, l'allochtone appartenant essentiellement à la zone des schistes lustrés et des ophiolites, d’âge Jurassique et Crétacé.

Au pont de Noceta, dans le secteur central, il y a une puissante terrasse alluviale oscillant entre 8 et 15 mètres au-dessus du lit actuel du Vecchio. On y trouve de nombreux gros galets de protogine. En amont on rencontre une deuxième terrasse couverte de cultures et dont les alluvions oscillent entre 25 et 35 mètres. Puis, en s'élevant le long de la route de Venaco, on rencontre d'abord, entre 70 et 80 mètres, un amas important d'alluvions caractérisées par la présence de galets provenant du poudingue dit « de Venaco ». Enfin, sur l'éperon formé par la rencontre du Vecchio et le ruisseau de Monte Grosso descendant de Serraggio, on trouve une forte masse d'alluvions comprenant de gros blocs de poudingue de Venaco, le tout situé à plus de 100 mètres au-dessus du lit du Vecchio.

#### Le poudingue de Venaco

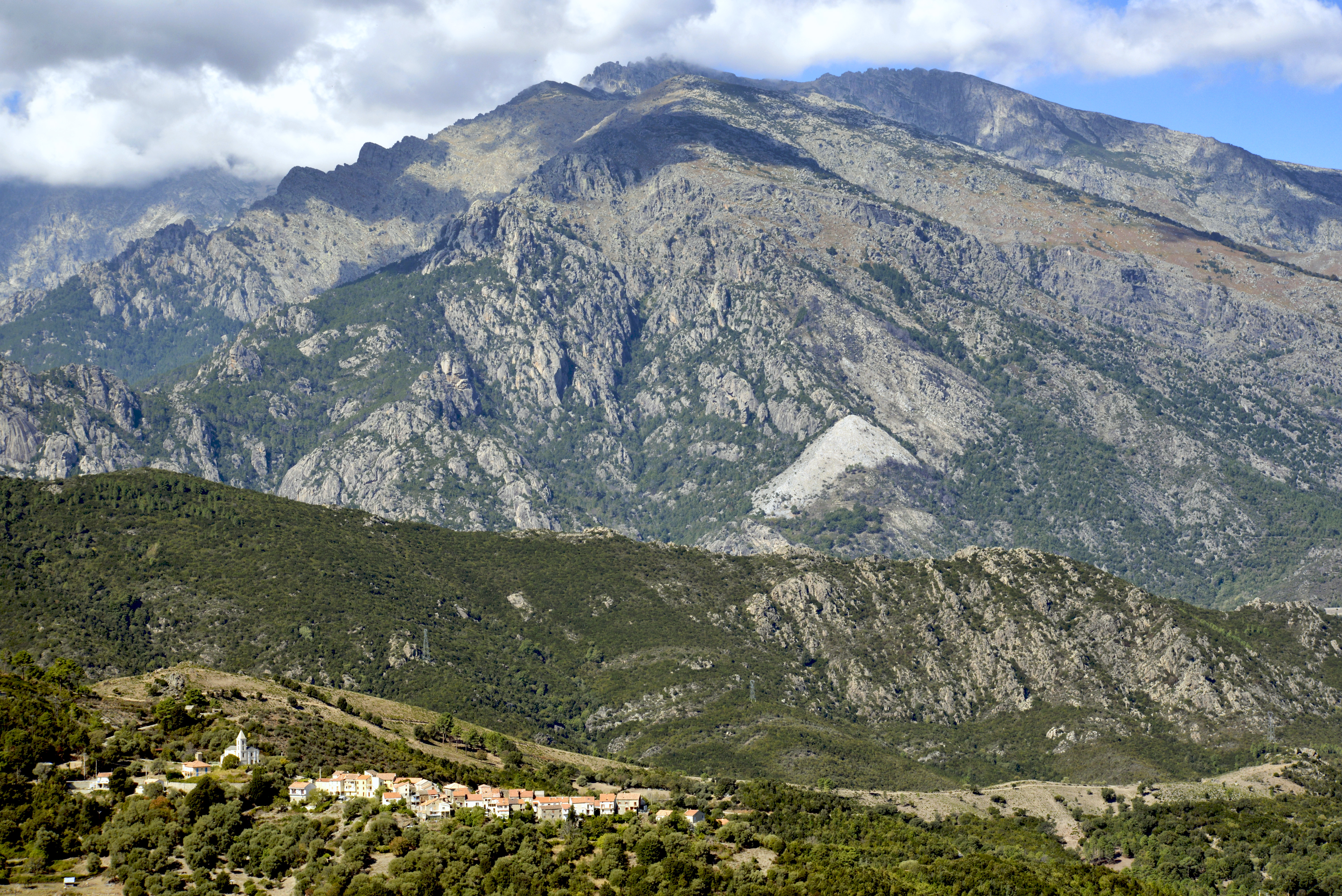
Le Razzo-Bianco vu depuis le col de Croce (Noceta).

Le poudingue dit « de Venaco » se situe entre Santo-Pietro-di-Venaco, Venaco et le pont du Vecchio. Il est formé par une agglomération de galets de dimensions variées, fortement cimentés par un liant gréseux. Ces galets appartiennent aux roches suivantes : quartz blanc, quartz hyalin, quartz noir, protogine, schistes verts amphiboliques, péridot, schistes gréseux, calcaires cristallins, fibreux ou zones, calcaires noirs ou d'un gris foncé, phylliteux, schistes à mica blanc, etc., c'est-à-dire par des roches provenant de la protogine, des schistes lustrés et du calcaire du Razzo-Bianco. Il se prolonge au Sud vers le village de Serraggio qui est construit sur lui, d'où il se développe vers l'ancienne carrière de marbre, c'est-à-dire le Razzo-Bianco.

#### Le Razzo Bianco

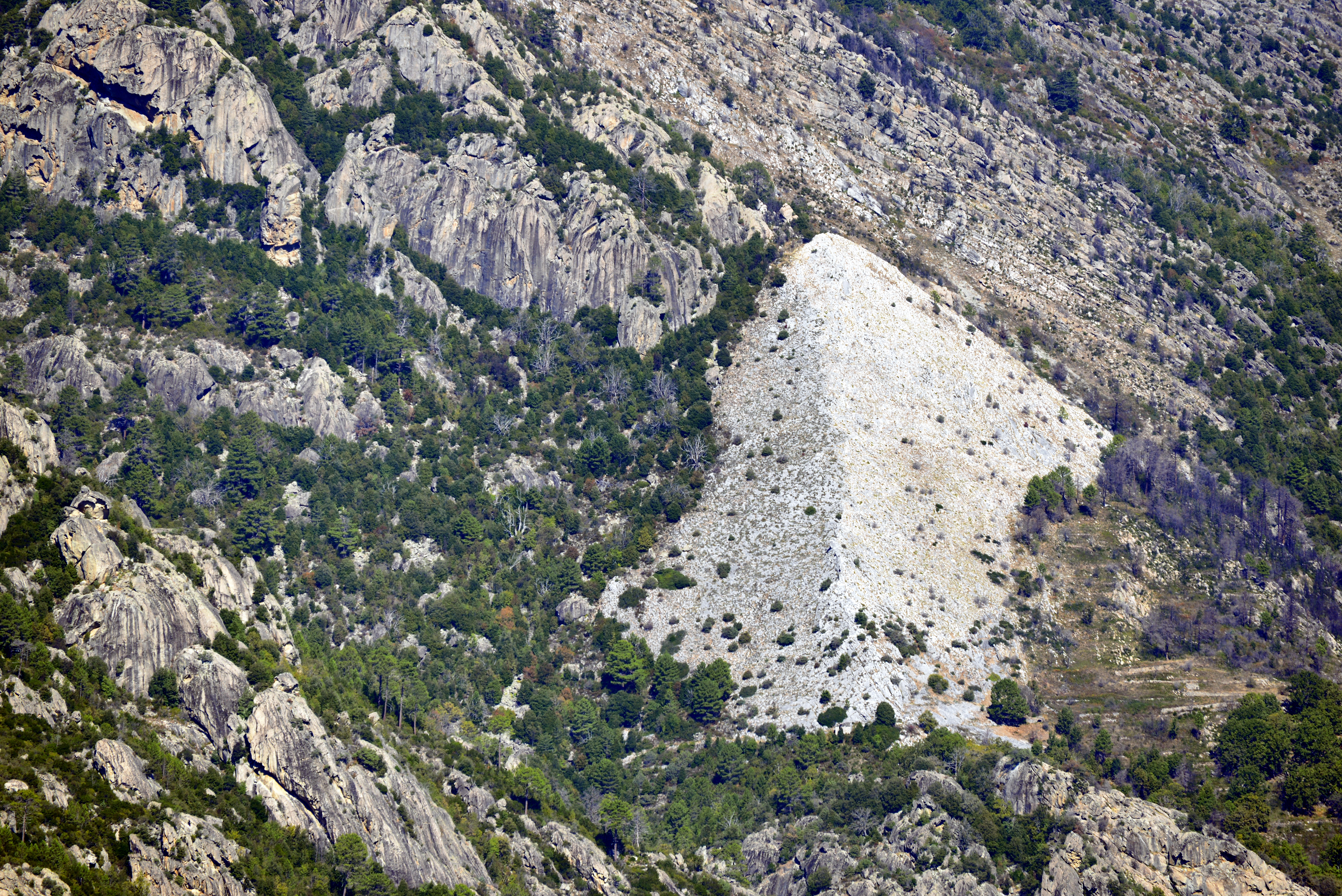
Le Razu Biancu vu depuis le col de Morello.

Dans son ouvrage Géologie de la Corse, D. Hollande docteur ès sciences, décrit ainsi le grand cône blanc à flanc de montagne dominant le pont du Vecchio et visible à la ronde :
« Le Razzo-Bianco est un rocher de calcaire cristallin, à grains serrés, de teinte bleutée et même à reflets violacés. Il s'appuie à l'ouest sur la protogine et est enveloppé en grande partie par une brèche ou le poudingue de Venaco. Les bancs composant ce rocher sont plissés de l'est à l'ouest, paraissant former un anticlinal à l'ouest et un synclinal à l'est. En discordance sur lui repose une brèche formée de gros fragments de calcaire cristallin provenant du Razzo-Bianco et d'autres de la protogine. Cette brèche alterne avec des schistes calcaires, puis vient le poudingue de Venaco. Il est en masse considérable formant de véritables montagnes. Il est souvent à l'état de béton extrêmement résistant ; malgré cela, dans son ensemble, il est ployé en arc, à l'état de demi-anticlinal. Il descend très bas du côté de la ligne du chemin de fer et de la route territoriale. Au sud, il se prolonge jusqu'au pont du Vecchio ; au nord, on a vu plus haut qu'il se relie avec celui des carrières de Santo-Pietro-di-Venaco. »
Il y a dans ce secteur sédimentaire, un marbre d'un blanc gris à reflets violacés et un autre d'un gris noir avec veinules dorées qui étaient autrefois exploités.
Limites territoriales

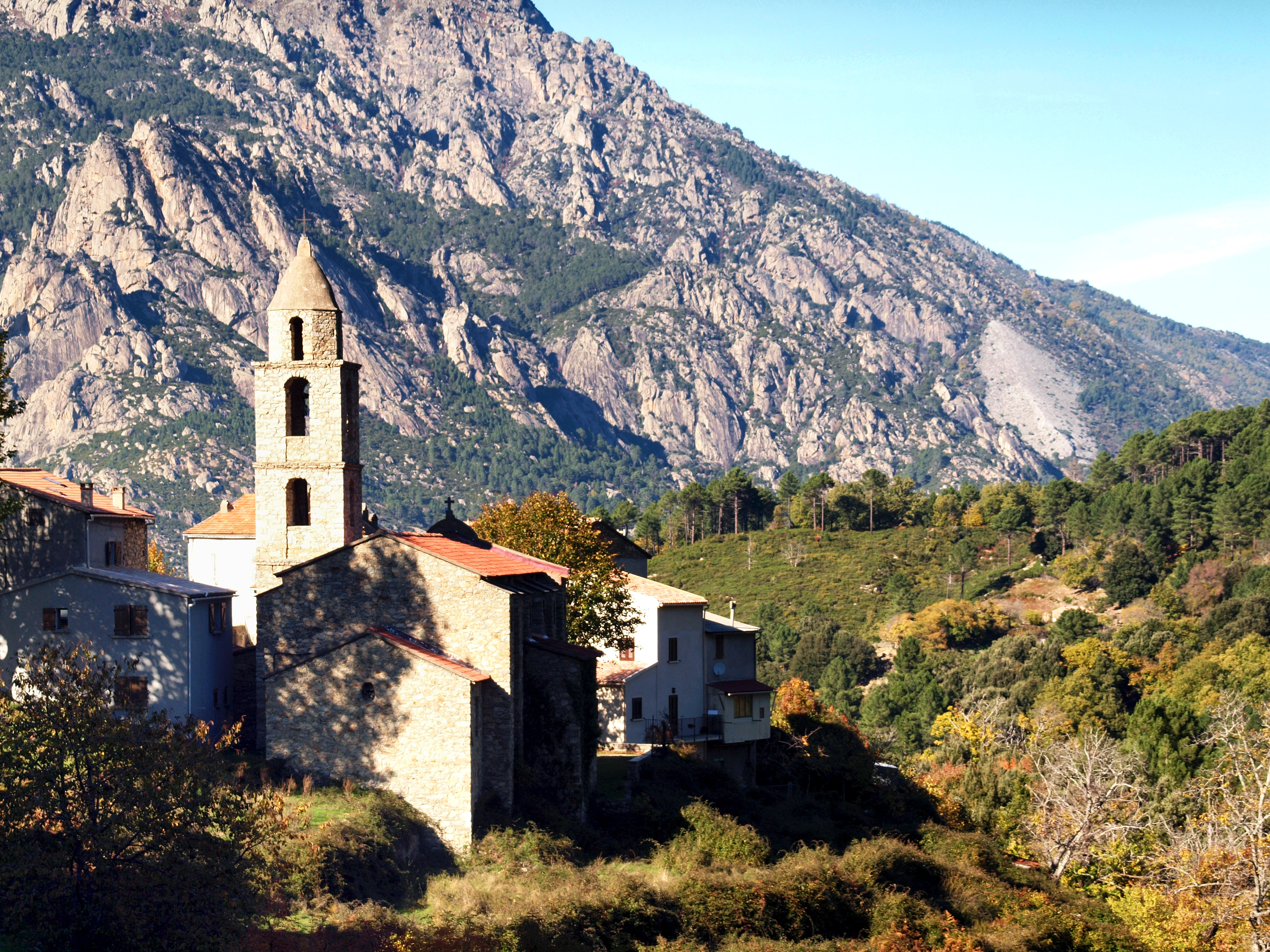
Le Razzu Biancu vu depuis Muracciole.

Les limites de la commune sont représentées en grande partie par une ligne de crêtes ponctuée par de hauts sommets du massif du Rotondo qui sont, depuis la confluence du ruisseau de Verjello avec le Vecchio : Punta Coriscia (820 m), Punta Banditi (1 272 m), Punta de Grafalello (1 476 m - Vivario), Punta di Petra Facciata (1 733 m - Vivario), Punta Gialconi (1 701 m), Bocca Tribali (1 590 m), Bocca Manganellu (1 800 m), Punta Muzzella (2 425 m), près de Bocca Muzzella (2 206 m – Guagno), A Maniccia (2 496 m), les contours du lac de Bettaniella (Lavu Bellebone sur les cartes de l'IGN) à plus de 2 500 m  jusqu'au Monte Rotondo (2 622 m – Corte), Monte Pozzolo (2 525 m), Petra Niella (2 345 m), Punta Felicina (2 397 m), Punta di a Ciotti (2 379 m), Monte Cardo (2 453 m), Punta Latiniccia (2 413 m  – Santo-Pietro-di-Venaco), Pinzo Corbino (1 047 m – Santo-Pietro-di-Venaco), jusqu'à la D350.
De la D350, elles se poursuivent du col de Bella-Granajo (RT 20 - Santo-Pietro-di-Venaco) vers la RT 50 à l'ancien champ de courses de Turbia (ou Torbia).
Deux cours d'eau marquent ses autres limites : une infime partie du cours du Tavignano jusqu'à sa confluence avec le Vecchio, et de ce point la partie du cours du Vecchio jusqu'au pont Eiffel (RT 20) en passant au pont de Noceta (route D43).

### Hydrographie

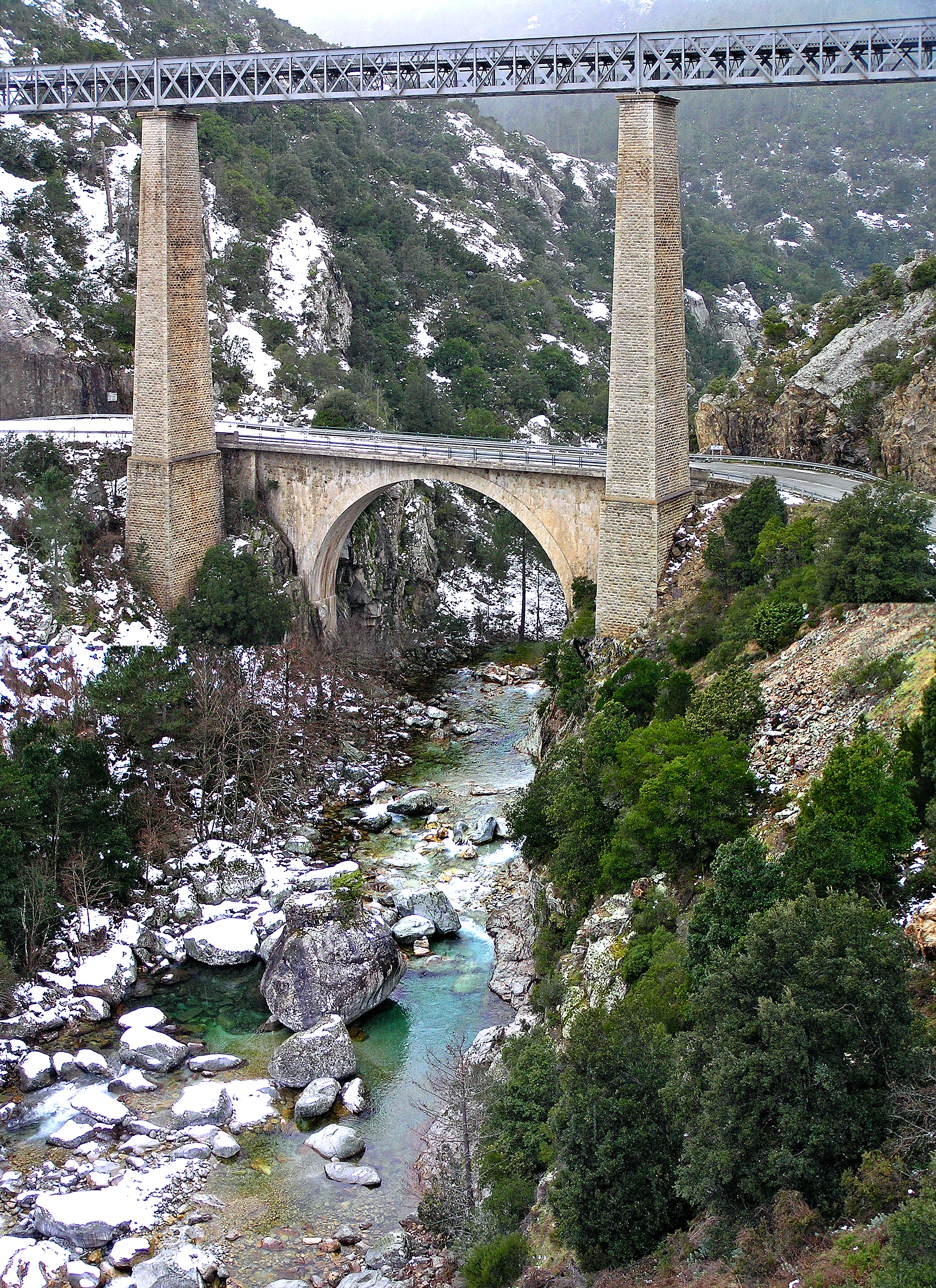
Le Vecchio et son pont Eiffel.

Le réseau hydrographique est dense. Au sud, se situe le grand bassin versant du ruisseau de Verjello, affluent du Vecchio, principal affluent du Tavignano.
Long de 24,1 km, le Vecchio conflue avec le ruisseau de Verjello en amont du pont Eiffel, à son arrivée sur la commune. Le Verjello ou ruisseau de Paratella (rg) ou ruisseau de Speloncallo en amont, prend sa source au sud du Monte Cardo - 2 416 m. Il est alimenté principalement par le ruisseau d'Ondella (rd) (source sous Punta Valchetta - 1 541 m, le ruisseau de Petra Rotta et le ruisseau de Querceto.
Tout au long de son parcours jusqu'au pont d'Ajiunta, sa confluence avec le Tavignano, le Vecchio longe la commune. Son bassin versant secteur communal vénacais, soit en rive gauche, comporte plusieurs ruisseaux dont les principaux sont : Rio Seccu, ruisseau de Chiarasola, ruisseau de Piobigo (ou de l'Onda), ruisseau de Ferletto, et ravin de Stazzalello.
La commune possède le plus grand lac glaciaire de l'île : le lac de Bettaniella, qui donne naissance à un autre affluent du Vecchio, le ruisseau de Manganello dont la majeure partie du cours se trouve sur Vivario. Au sud de Bettaniella sont trois petits lacs sans nom.

### Climat et végétation

La forêt communale dominée par le Monte Cardo.

Venaco est une commune de montagne. Le climat est globalement de type méditerranéen, avec une saison sèche estivale assez longue, de l'ordre de deux mois à basse altitude mais s'atténuant régulièrement lorsqu'on s'élève.
Au village qui se situe à une altitude moyenne d'environ 600 m, le soleil disparait relativement tôt dans l'après-midi (vers 17 heures au mois d'août et avant 16 heures l'hiver), caché par le massif du Cardo. L'hiver est froid avec une neige présente durant quelques jours. En été, le village jouit d'un climat frais. Il est habituel que la pluie soit présente tous les après-midi à partir du 15 août : A tempera di Santa Maria: prima piogia chì rinfresca u tempu è penetra in a terra, dopu à u 15 aostu.
La couverture végétale diffère selon les étages. Sous des crêtes aux roches nues, sont des landes et pelouses d'altitude, fréquentées par les bergers et leur troupeau en période d'estive.
Les flancs du massif sont couverts de forêts, majoritairement de pins en altitude. Entre 800 m et 500 m, soit l'altitude à laquelle sont construits la plupart des villages de l'intérieur, les châtaigniers sont présents, plantés autrefois pour nourrir la population et les bêtes. Les chênes sont également présents.
À l'étage inférieur, jusqu'au Tavignano, point le plus bas communal, le tapis végétal est un maquis épais et haut, avec de nombreux chênes verts et chênes-lièges. Les oliviers sont également présents.

#### Forêt communale de Venaco
Au sud de la commune, sur le versant méridional du Monte Cardo, la forêt communale de Venaco qui englobe la forêt de Cervello, plantée essentiellement de pins maritimes jusqu'à l'altitude de 1 000 m environ, et de pins laricio au-delà, s'étend sur une surface approximative de 16,04 km2, du Viaduc sur le Vecchio ou pont Eiffel jusqu'aux bergeries de Puzzatello (847 m), occupant les deux rives du ruisseau de Verjello (Verghellu).
« La forêt communale de Venaco, d’une superficie de 1 604,19 hectares. Elle recouvre plus de 64 % de la ZPS. Cette forêt soumise au régime forestier est gérée par l’Office National des Forêts. ».
Longeant le ruisseau de Verjello, la route D 723, goudronnée, étroite et sinueuse, conduit jusqu'aux bergeries, passant à proximité des grottes de Perdonella et de Bruguglione. La D 723 se poursuit ensuite par une piste jusqu'à l'altitude de 1 046 m. Elle se prolonge enfin par un sentier rejoignant le GR20, à près d'un kilomètre du refuge de Petra Piana (1 842 m) du P.N.R.C.. Ce sentier passe par la bergerie de Gialghello jusqu'où il est praticable en VTT.

### Milieux naturels et biodiversité

#### Parc naturel régional
Venaco est une commune adhérente au parc naturel régional de Corse, dans son « territoire de vie » appelé Centre Corse.
Avec de la chance, on peut apercevoir de craintifs mouflons sur les pentes du Monte Cardo. Le mouflon est une espèce protégée car elle était en voie de disparition. Le parc de Verghello dépendant du Parc naturel régional de Corse est chargé de les réintroduire.

La montagne est aussi le refuge de rapaces tels le gypaète barbu, l'aigle royal et le faucon pèlerin.
Par ailleurs, un projet de classement soutenu par le P.N.R.C. est en cours pour faire de la vallée du Verghello (affluent du Vecchio), un foyer de biodiversité pour la flore. La vallée de Verghello est un site remarquable pour la Herniaire de Litardière. Cette dicotylédone est reprise sur la Liste des espèces végétales protégées en Corse.

#### Massif du Monte Rotondo
Le massif du Monte Rotondo a été classé en réserve naturelle le 20 septembre 2017.

#### ZNIEFF
La commune est concernée par six zones naturelles d'intérêt écologique, faunistique et floristique de 2e génération :
Cirques et lacs glaciaires du monte Rotondo
D'une superficie de 1 870 ha, la zone concerne Guagno, Corte et Venaco, et réunit l'ensemble de lacs montagnards permanents le plus important de l'île. Tous ces lacs ont une origine glaciaire et sont donc l'héritage de la dernière glaciation, il y a 4 000 ans.
C'est dans ce secteur que l'on trouve le plus grand lac d'altitude de Corse (lac du Rotondo : 7,4 hectares), le plus profond (Capitello : 42 mètres) et le plus haut (lac de Gardiola : 2 442 mètres). D'intérêts patrimoniaux et complémentaires très variés, la zone fait l'objet de la fiche ZNIEFF 940004181 - Cirques et lacs glaciaires du monte Rotondo.
Crêtes et hauts versants asylvatiques du monte Rotondo
Venaco fait partie des 25 communes situées dans la ZNIEFF appelée « Crêtes et hauts versants asylvatiques du monte Rotondo ».
La zone, comprise entre 800 et 2 622 mètres d’altitude, est située au cœur de la chaîne montagnarde de la Corse. Constituée par les crêtes et les hauts versants du Massif du Rotondo, elle s’étend sur 34 945 ha. Elle fait l'objet de la fiche ZNIEFF 940004246 - Crêtes et hauts versants asylvatiques du monte Rotondo.
Sommet du monte Cardo
Avec Corte et Santo-Pietro-di-Venaco, Venaco partage la ZNIEFF nommée « Sommet du monte Cardo » d'une superficie de 306 ha.
La zone concernée est localisée sur la crête orientale du Massif du Rotondo, entre 5 et 6 kilomètres au nord-est de ce sommet. Elle comprend les hauts versants à partir de 1 800 mètres d'altitude jusqu'aux sommets de la Punta Lattiniccia (2 413 mètres) et du Monte Cardo (2 453 mètres), point culminant qui domine la vallée du Verghelu et la région du Venacais. Elle fait l'objet de la fiche ZNIEFF 940004177 - Sommet du monte Cardo.
Vallée du Verghello
Propriété de la Collectivité de Corse, cette vallée d'une superficie de 1 320 ha présente dans ses différents milieux de nombreux critères d'intérêts patrimoniaux : faunistiques, oiseaux, floristiques et phanérogames. À ce titre, elle est devenue un espace protégé et fait l'objet de mesures de protection nationale depuis 1996. Elle est reprise à l'Inventaire national du patrimoine naturel des ZNIEFF sous la fiche ZNIEFF 940004176 - n° régional 00000137 Vallée du Verghello.
Batraciens, reptiles, mammifères, oiseaux, conifères, dicotylédones et monocotylédones dont plusieurs espèces endémiques strictes n'ont pas encore fait l'objet de prospection à ce jour.
Massif forestier de Vizzavona-Vivario-Venaco
Venaco et Vivario se partagent cette zone de 2 949 ha de massif forestier, s'étalant entre 602 m et 2 389 m. Elle fait l'objet de la fiche ZNIEFF 940004243 - Massif forestier de Vizzavona-Vivario-Venaco.
Basse vallée du Tavignano
La zone couvre une superficie de 1 043 ha concernant dix communes riveraines. Elle s’étale le long du fleuve, depuis Aléria jusqu’au pont de Noceta. La basse vallée du Tavignano est le seul endroit de Corse où l'Alose feinte se reproduit actuellement. Elle fait l'objet de la fiche ZNIEFF 940030033 - Basse vallée du Tavignano.

#### Natura 2000
Sites d'Intérêt Communautaire (Dir. Habitat)
Basse vallée du Tavignano
La Basse vallée du Tavignano abrite un SIC de la directive « Habitats, faune, flore », d'une superficie de 15 295 ha, inscrit à l'Inventaire national du patrimoine naturel sous la fiche FR9400602 - Basse vallée du Tavignano.
Massif du Rotondo
Ce SIC Natura 2000 de la directive « Habitats, faune, flore », d'une superficie de 770 ha, est inscrit à l'INPN sous la fiche FR9400578 - Massif du Rotondo.
Zone de Protection Spéciale (Dir. Oiseaux)
Haute vallée du Verghello
La ZPS « Haute vallée du Verghello », site de la directive « Oiseaux » Natura 2000, couvre une superficie de 1 529 ha, entre 794 et 2 453 mètres d'altitude. Son importance est qu'elle est fréquentée depuis très longtemps par un couple de Gypaètes barbus. Sont également présents un couple d'Aigles royaux et une belle population de Sittelles corses dans les pinèdes d'altitude. La zone est inscrite à l'INPN sous la fiche FR9412006-Haute vallée du Verghello.

## Urbanisme

### Typologie
Au 1er janvier 2024, Venaco est catégorisée commune rurale à habitat dispersé, selon la nouvelle grille communale de densité à sept niveaux définie par l'Insee en 2022.
Elle est située hors unité urbaine. Par ailleurs la commune fait partie de l'aire d'attraction de Corte, dont elle est une commune de la couronne,. Cette aire, qui regroupe 34 communes, est catégorisée dans les aires de moins de 50 000 habitants,.

### Occupation des sols

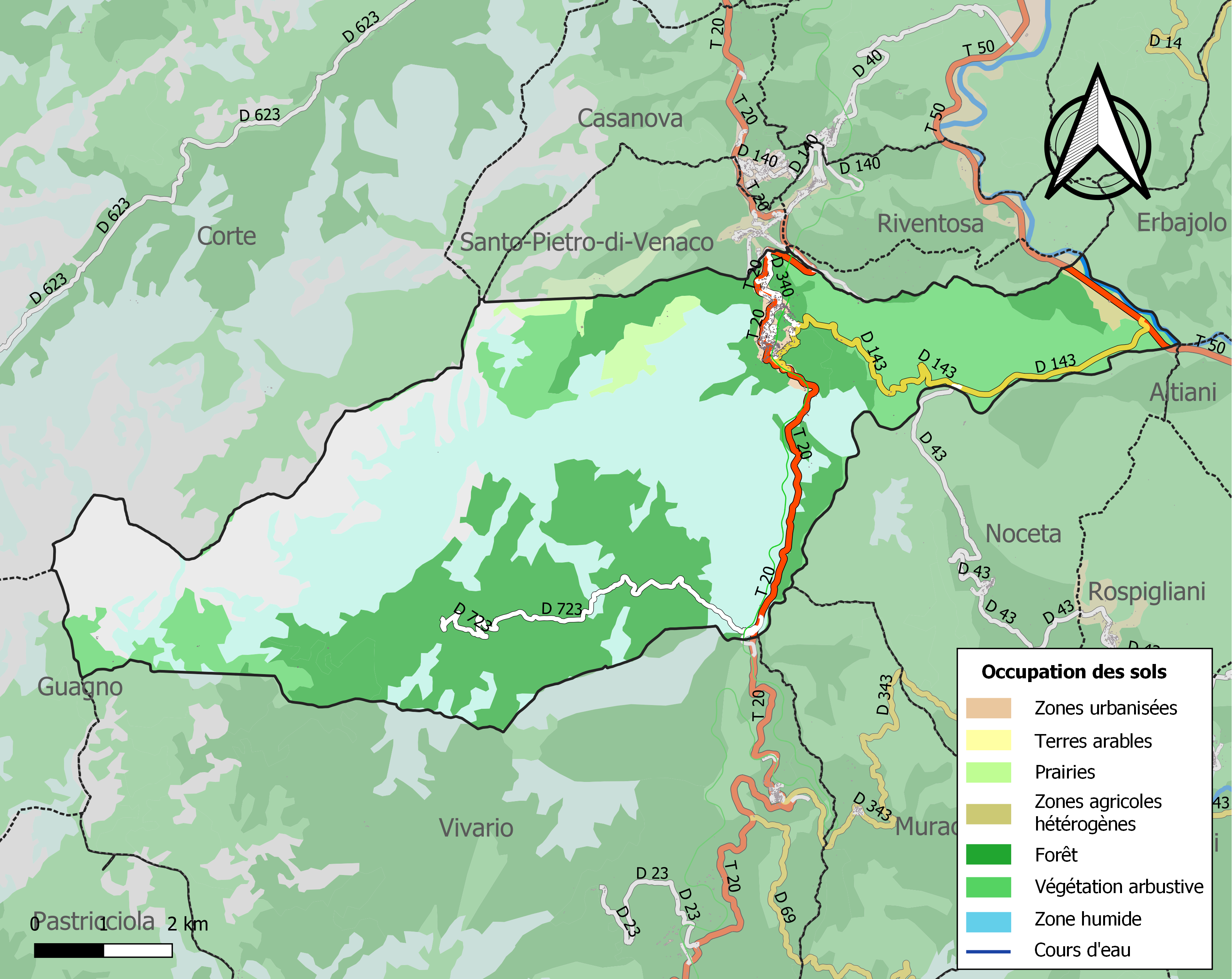
Carte des infrastructures et de l'occupation des sols de la commune en 2018 (CLC).

L'occupation des sols de la commune, telle qu'elle ressort de la base de données européenne d’occupation biophysique des sols Corine Land Cover (CLC), est marquée par l'importance des forêts et milieux semi-naturels (96,5 % en 2018), une proportion sensiblement équivalente à celle de 1990 (96,3 %). La répartition détaillée en 2018 est la suivante : 
espaces ouverts, sans ou avec peu de végétation (48,6 %), forêts (31,2 %), milieux à végétation arbustive et/ou herbacée (16,7 %), prairies (1,9 %), zones urbanisées (1 %), zones agricoles hétérogènes (0,7 %). L'évolution de l’occupation des sols de la commune et de ses infrastructures peut être observée sur les différentes représentations cartographiques du territoire : la carte de Cassini (XVIIIe siècle), la carte d'état-major (1820-1866) et les cartes ou photos aériennes de l'IGN pour la période actuelle (1950 à aujourd'hui).

### Morphologie urbaine
La commune de Venaco est constituée de trois villages de Serraggio, Lugo et Campovecchio qui formaient autrefois trois communes distinctes.

#### Serraggio

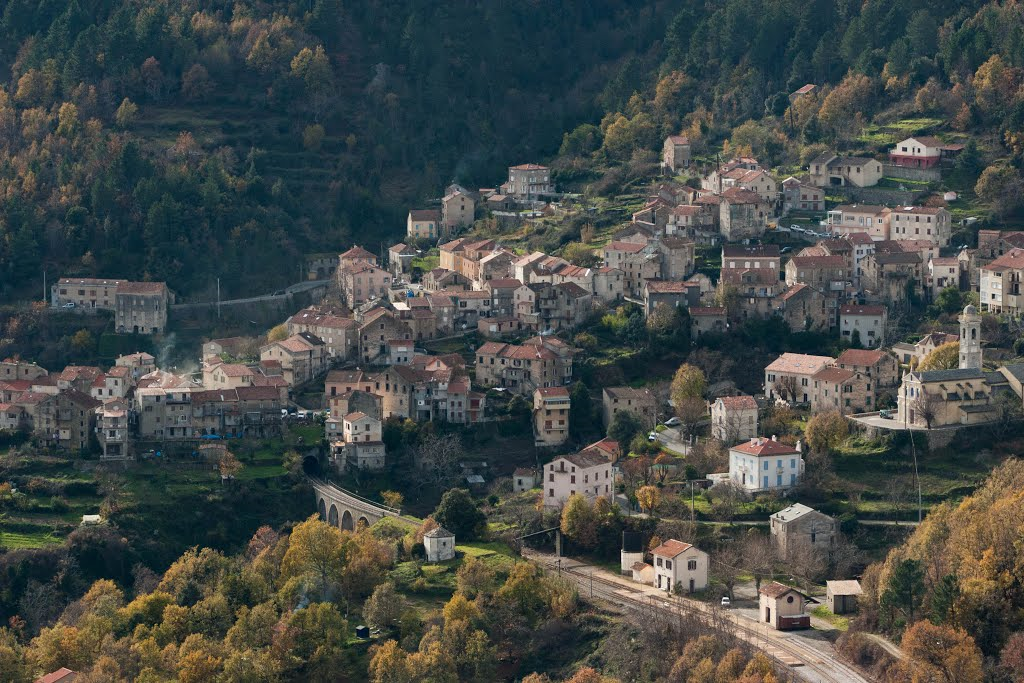
Serraggio.

Serraggio, en corse Serraghju /sɛrˈraɟu/, est le chef-lieu de la piève de Venaco. C'est le plus étendu et le plus peuplé des trois villages. S'y trouvent la mairie, l'église paroissiale Saint-Michel ainsi que la plupart des commerces. Il occupe une large pente orientée plein est. L'église Saint-Michel est située à l'extrémité nord du village. Il est notamment traversé par la RN 193 (à mi-chemin entre Bastia et Ajaccio), au bord de laquelle se sont lentement développés l'habitat récent ainsi que de nombreux commerces.
Au sud sont les hameaux de la Croix, la Ciancada, le fond du village avec la chapelle Sainte-Catherine et le hameau de la gare en contrebas de l'église.
Autour de l'ancien village de Serraggio, remarquable par son bâti ancien et resserré, formé d'habitations aux façades austères, s'ajoutent les constructions nouvelles, avec terrasses et balcons, toutes orientées « plein sud ».
Serraggio constitue depuis toujours le cœur démographique et économique de l'ancienne piève de Venaco, d'ailleurs nommée un temps canton de Serraggio avant de devenir canton de Venaco. Le centre religieux de la piève se trouvait en revanche à Poggio.

#### Lugo

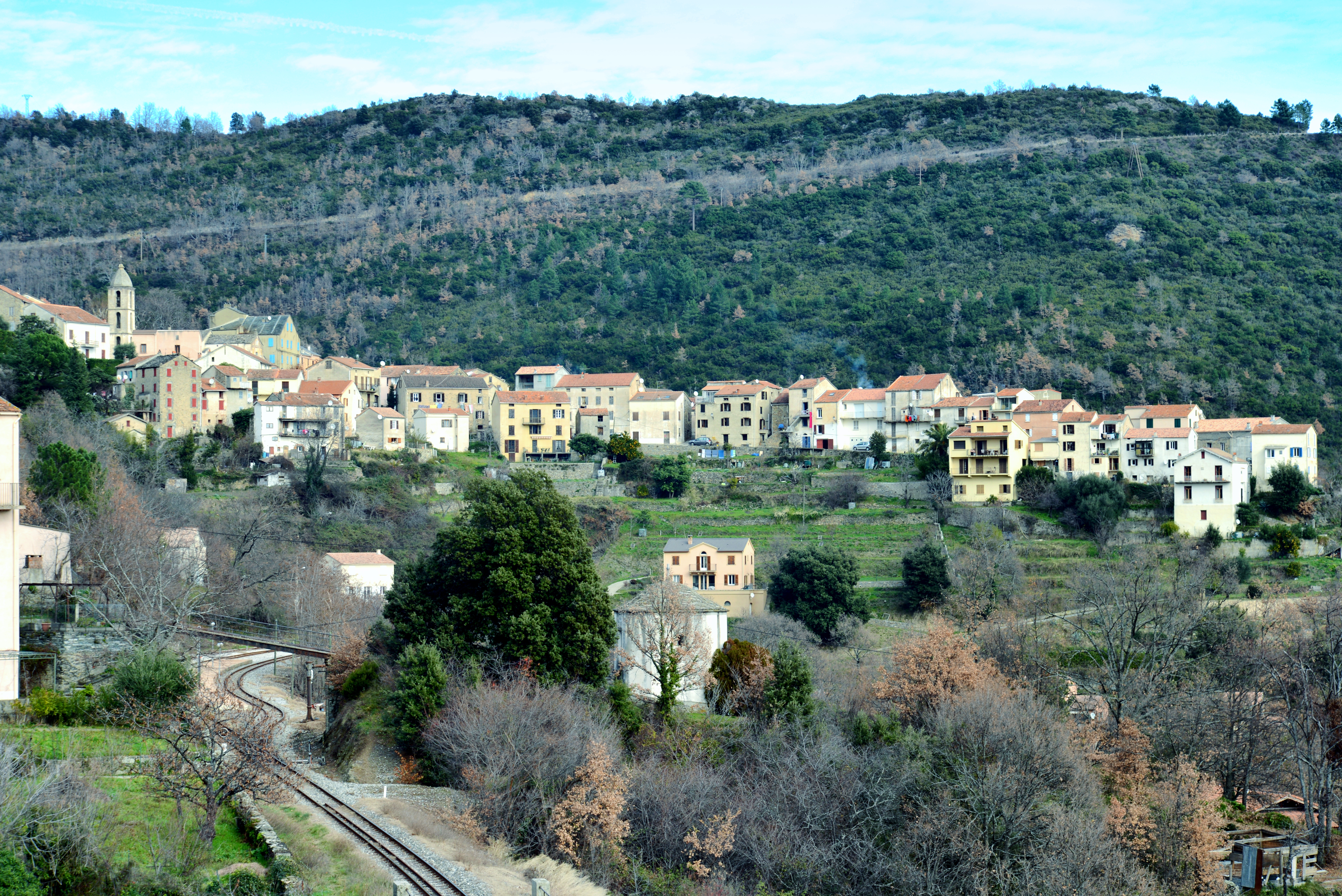
Lugo.

Lugo, en corse U Lucu /u ˈlugu/, est perché sur une étroite arête orientée sud-est à environ 600 mètres d'altitude. Le village se trouve à quelque 500 mètres au nord de l'église Saint-Michel de Serraggio. Il possède lui aussi une église, l'église Saint-Antoine, qui domine tout le village. Dominé par le village de Campovecchio, Lugo se situe en contrebas de la RT 20 et est accessible par la D 340.
Vu de Serraggio ou depuis l'autre côté du Tavignano, Lugo marque par sa compacité : il est globalement constitué de deux rangées de maisons, très resserrées les unes aux autres, s'étalant sur toute la longueur de la crête.

#### Campovecchio

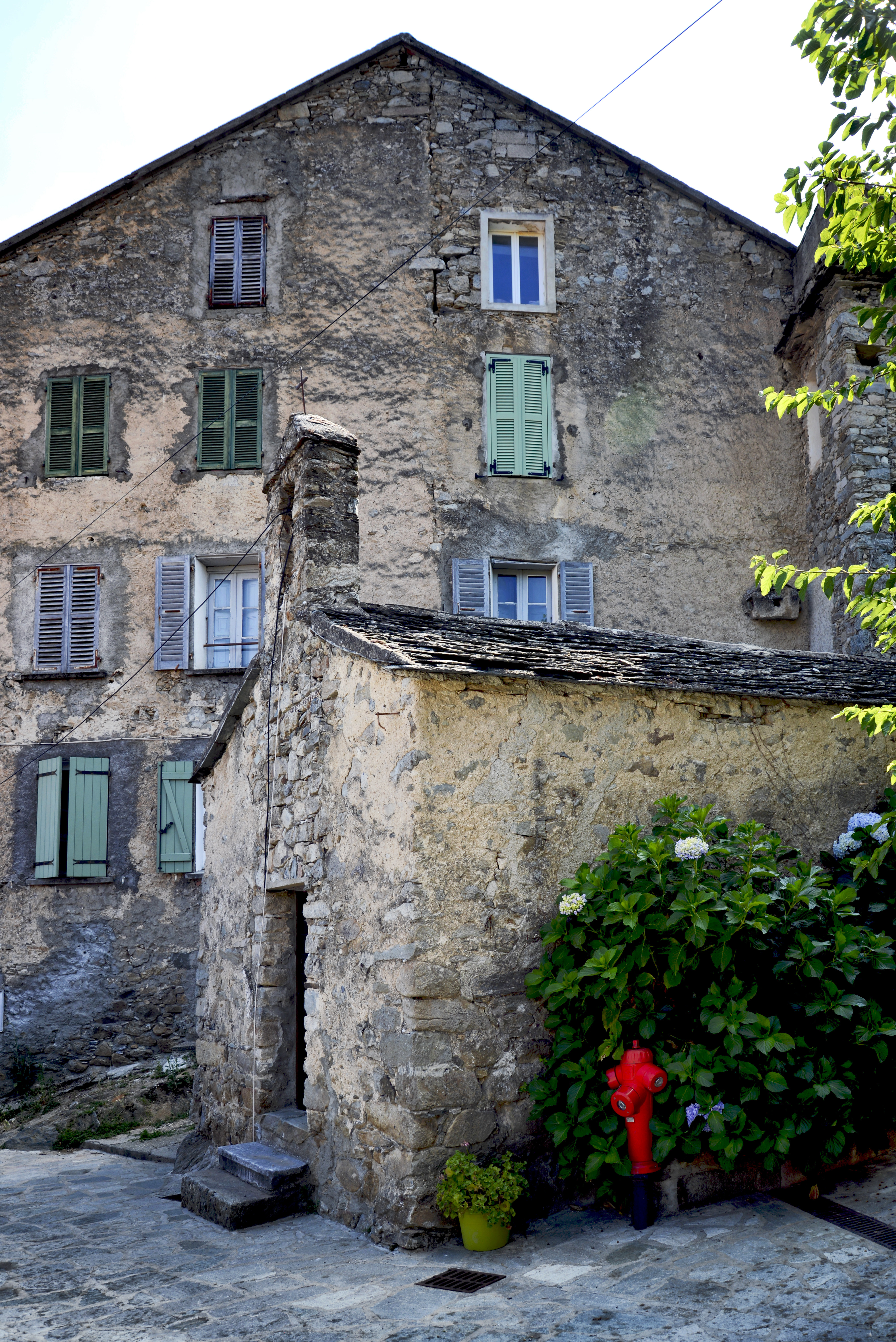
Chapelle Saint-Roch à Campovecchio.

Campovecchio, en corse Campuvechju /ˌkãɱpuˈβeccu/, constitue le plus haut lieu habité et le plus petit des trois villages de la commune. Il formait une commune à part entière jusqu'en 1850 et son absorption par Lugo-di-Venaco.
Situé au-dessus de la RT 20, il abrite en son centre la chapelle Saint-Roch.

### Habitat et logement
En 2018, le nombre total de logements dans la commune était de 658, alors qu'il était de 623 en 2013 et de 624 en 2008.
Parmi ces logements, 57,2 % étaient des résidences principales, 29,6 % des résidences secondaires et 13,2 % des logements vacants. Ces logements étaient pour 64 % d'entre eux des maisons individuelles et pour 36 % des appartements.
Le tableau ci-dessous présente la typologie des logements à Venaco en 2018 en comparaison avec celle de la Haute-Corse et de la France entière. Une caractéristique marquante du parc de logements est ainsi une proportion de résidences secondaires et logements occasionnels (29,6 %) inférieure à celle du département (35,6 %) mais supérieure à celle de la France entière (9,7 %). Concernant le statut d'occupation de ces logements, 68,8 % des habitants de la commune sont propriétaires de leur logement (65,6 % en 2013), contre 54,7 % pour la Haute-Corse et 57,5 % pour la France entière.
| Typologie                                               | Venaco | Haute-Corse | France entière |
| ------------------------------------------------------- | ------ | ----------- | -------------- |
| Résidences principales (en %)                           | 57,2   | 61,1        | 82,1           |
| Résidences secondaires et logements occasionnels (en %) | 29,6   | 35,6        | 9,7            |
| Logements vacants (en %)                                | 13,2   | 3,4         | 8,2            |

### Voies de communication et transports

#### Accès routiers

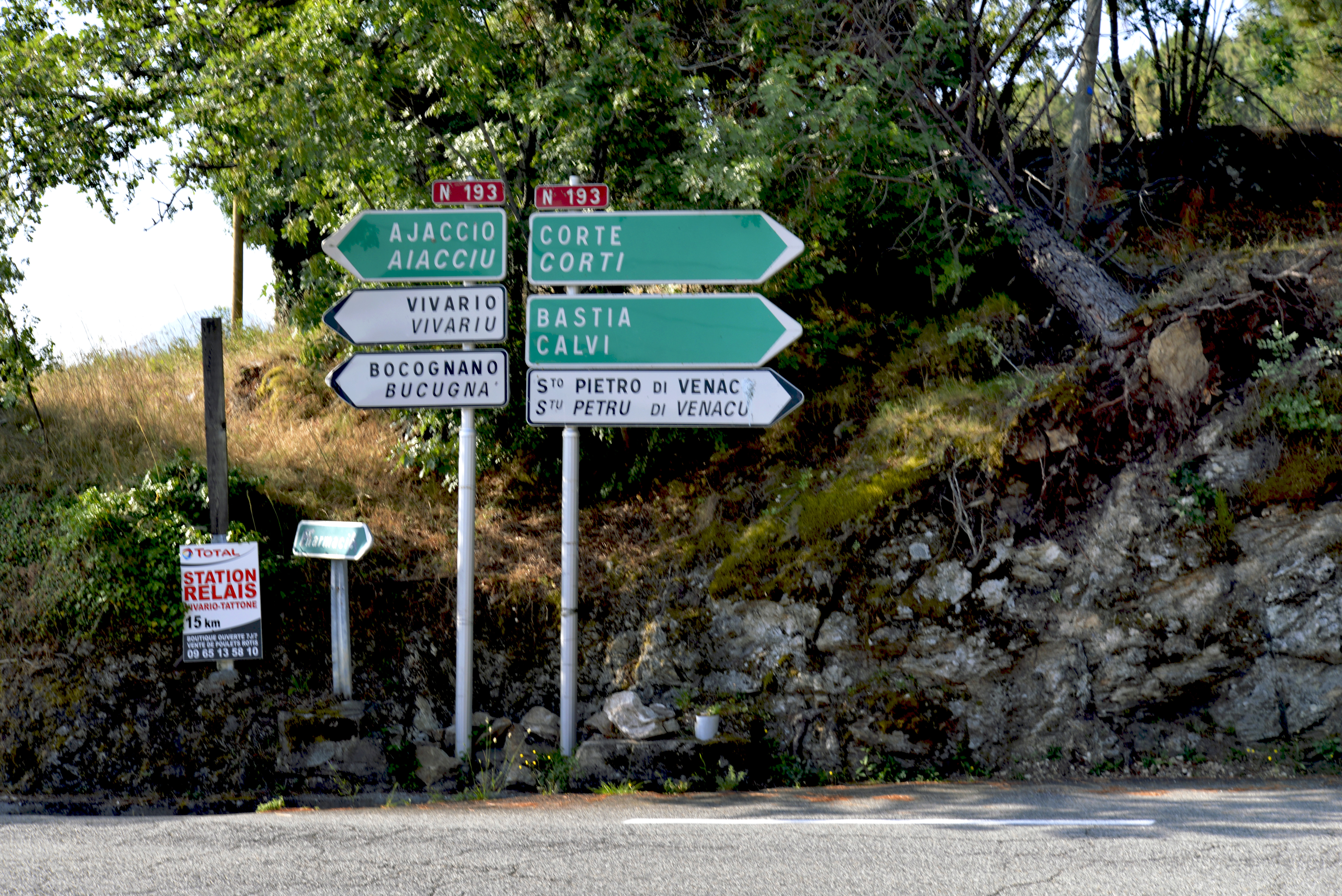
Pancartes sur la RT 20 à sa jonction avec la D 143.

On accède à Venaco par la RT 20, axe majeur de l'île qui relie les deux préfectures que sont Ajaccio au Sud et Bastia au Nord, qui traverse le village de Serraggio.
La D 143 qui débouche à la sortie sud de la localité, la relie via la RT 50 à l'est de l'île, à Aléria et à la Plaine orientale. Cette route est mise en déviation obligatoire pour les poids lourds venant du Sud et se dirigeant vers le Nord, jusqu'à Corte et plus loin, pour éviter la création de perturbations lors de la traversée du village de Serraggio.
Le village est distant, par route, de :
- 13 km de Corte,
- 41 km de Cateraggio, dans la Plaine orientale,
- 68 km d'Ajaccio,
- 72 km de L'Île-Rousse
- 79 km de Bastia.
- 95 km de Calvi
- 112 km de Porto-Vecchio
- 135 km de Sartène
- 140 km de Bonifacio

#### Transports
Ferroviaires

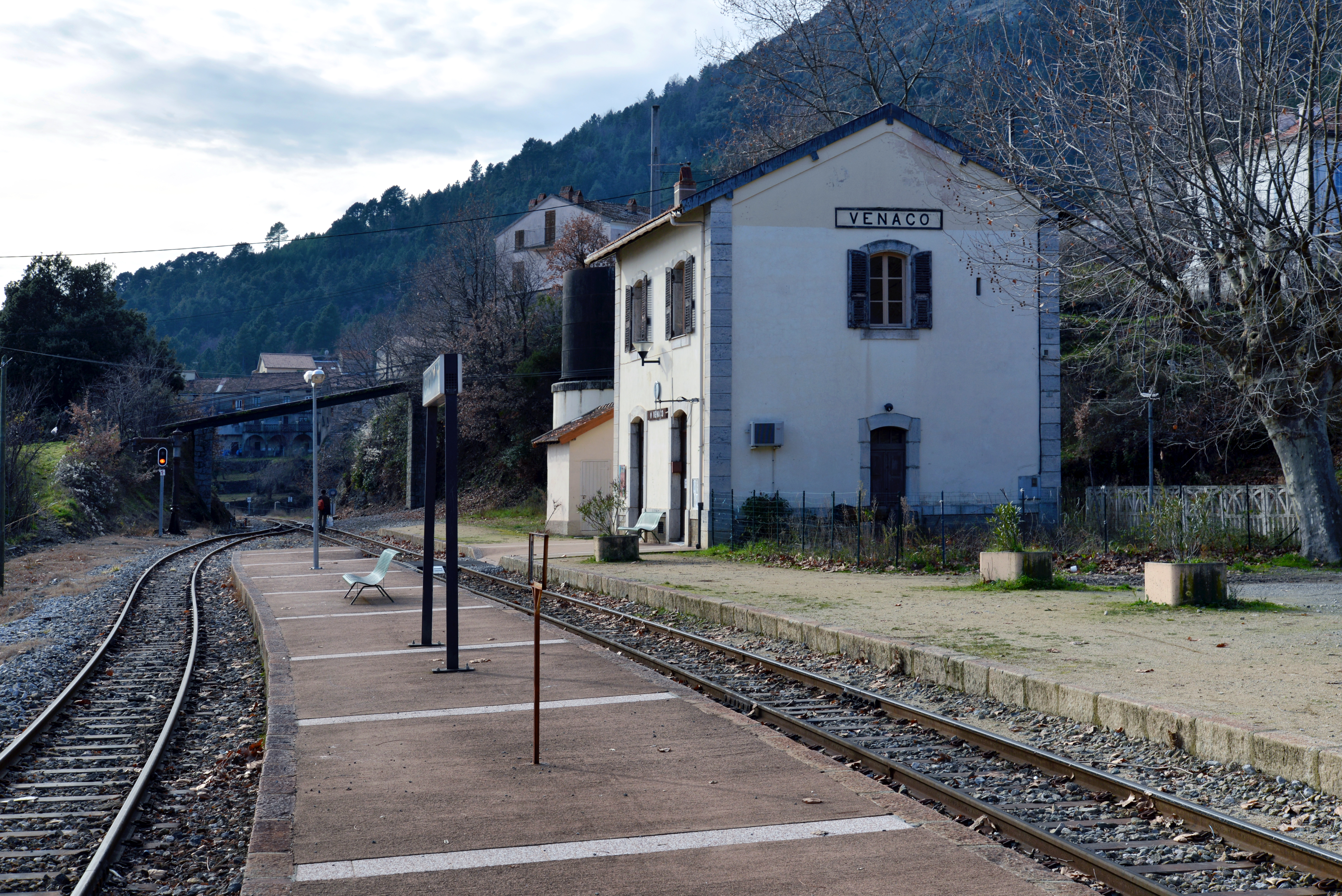
La gare de Venaco et sa voie d'évitement à gauche.

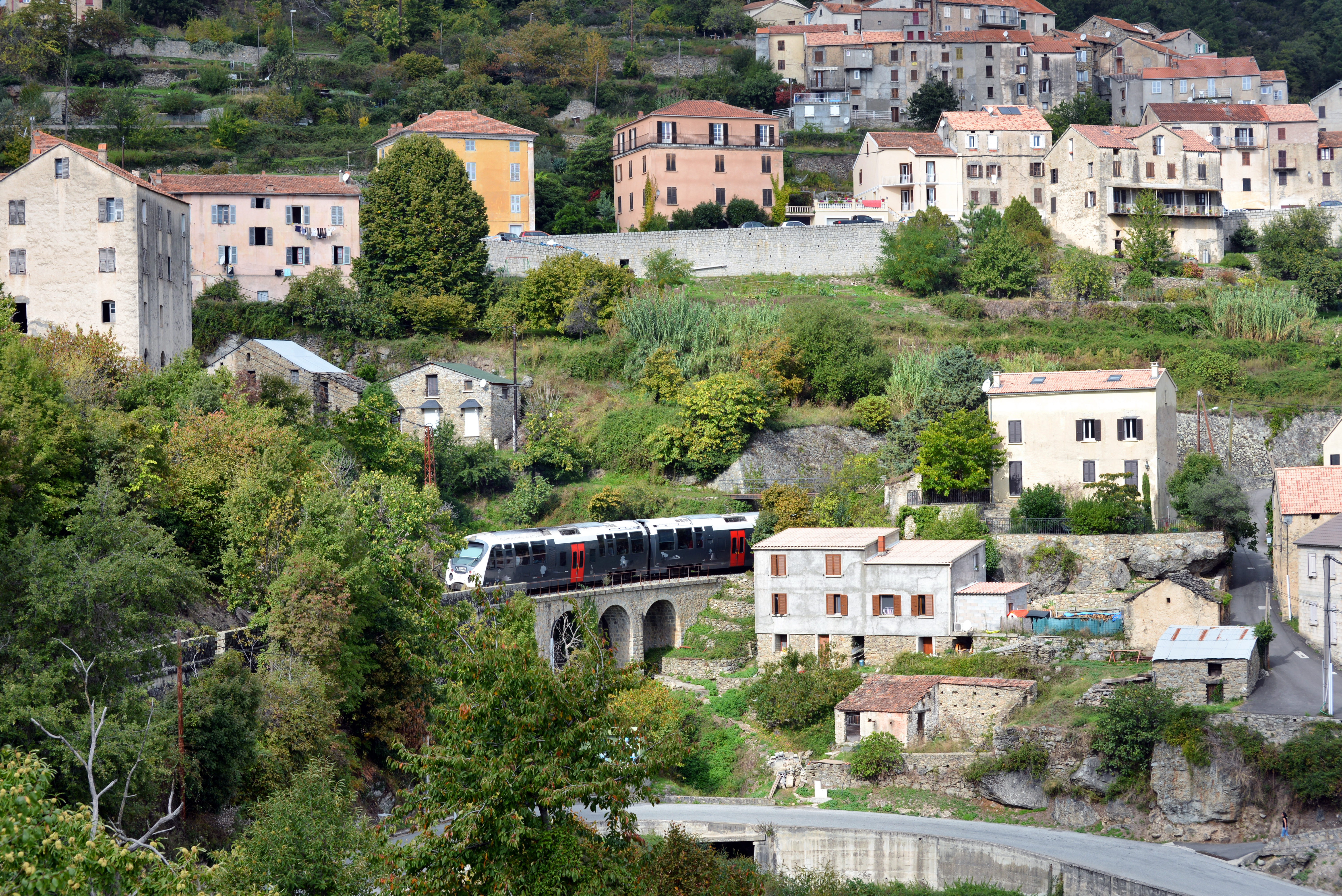
AMG 800 s'apprêtant à franchir le tunnel de Serragio sur la gauche.

Venaco est située à mi-chemin de l'axe ferroviaire Ajaccio-Bastia. La traversée du territoire communal nécessita la construction de plusieurs ouvrages d'art : dont six tunnels, sous le col de Bella Granajo, Lugo, Serraggio, Diceppo, deux à la Guinguetta, et cinq viaducs pour le franchissement de cours d'eau : Pietracole où se trouvait jadis une gare au stade de Venaco, Chiarasola, Rio Secco, au nord de la Guinguetta, et le remarquable Pont Eiffel.
Le site de la gare des chemins de fer de la Corse a été aménagée pour le croisement des trains, avec une voie d'évitement.
Routiers
Venaco est desservie par un service régulier d'autocars entre Ajaccio et Bastia, par une entreprise privée.
Aériens et maritimes
Le village est distant, par route, de :
- 64 km de l'aéroport de Bastia Poretta ;
- 65 km de l'aéroport d'Ajaccio-Napoléon-Bonaparte ;
- 95 km de l'aéroport de Calvi-Sainte-Catherine ;
- 68 km du port de commerce d'Ajaccio ;
- 81 km du port de commerce de Bastia ;
- 74 km du port de commerce de L'Île-Rousse.

## Toponymie

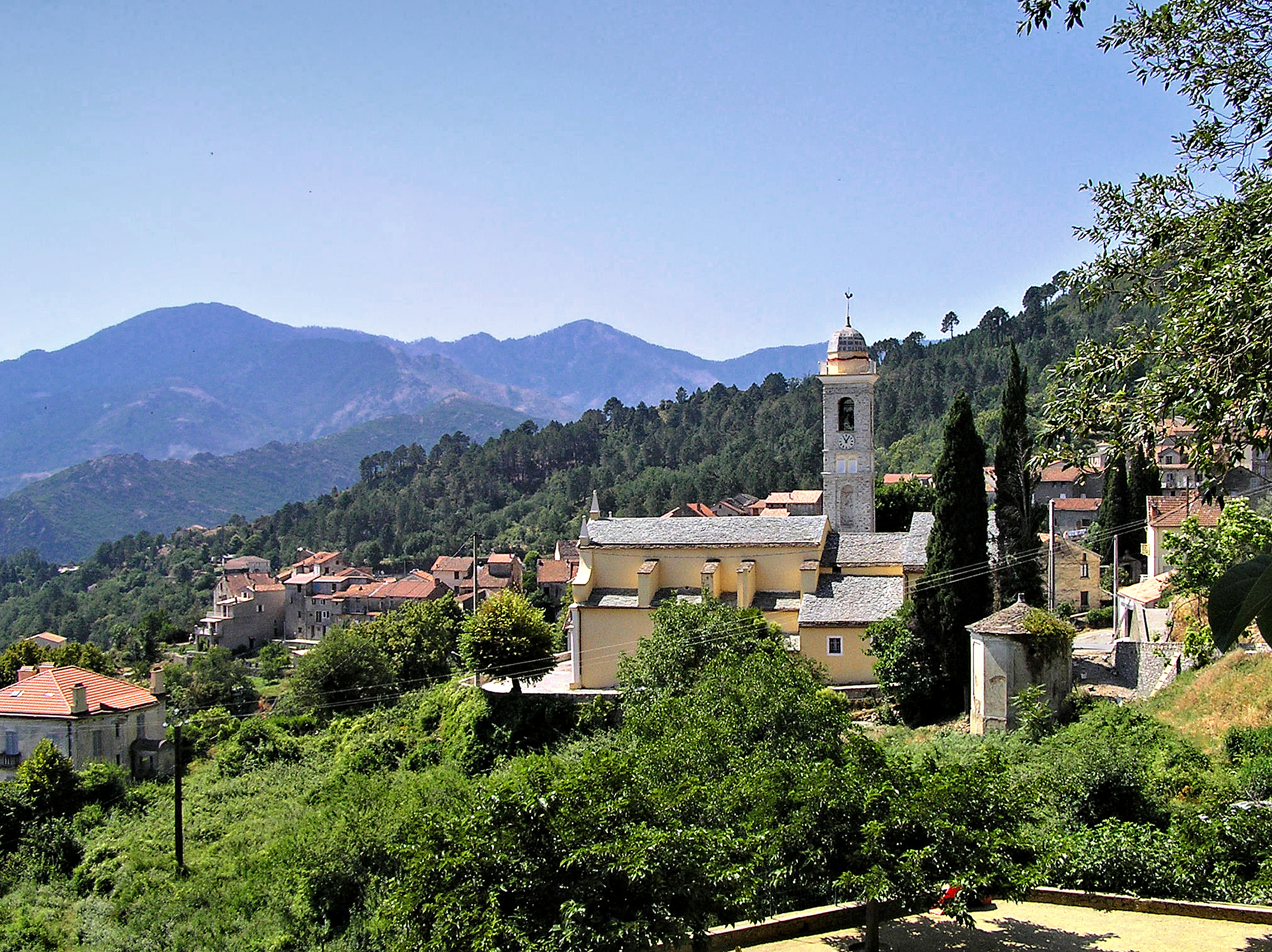
Église Saint-Michel à Serraggio

Le nom en corse de la commune est Serraghju et fait référence Serraggio, principal village de la commune. Venacu peut aujourd'hui aussi bien désigner l'ancienne piève que la commune. Les Venachesi sont les habitants de l'ancienne piève (désignant donc tous les habitants confondus de Serraggio, Lugo, Santo-Pietro, Riventosa, Casanova et Poggio). Les habitants de la commune sont appelés Serraghjinchi et Luculacci, selon qu'ils résident à Serraggio ou à Lugo-di-Venaco.
Venaco est initialement le nom de l'ancienne piève de Venaco, division administrative couvrant les villages de Serraggio, Lugo-di-Venaco, Santo-Pietro-di-Venaco, Riventosa, Casanova-di-Venaco et Poggio-di-Venaco, que l'on appelle usuellement le Vénacais. Il ne désigne officiellement les seuls villages de Serraggio et de Lugo-di-Venaco que depuis leur fusion en 1874. Depuis lors, les habitants de ces deux villages sont appelés Vénacais en français.

## Histoire
Venaco a été le siège de la pieve de Venaco. C'est aujourd'hui le chef-lieu du canton de Venaco.

### Antiquité
Venaco était autrefois appelée Venicium par les Romains, l'une des trente-trois civitates ou cercles que comptait la Corse. Venicium (ou Venitium) est un nom de lieu mentionné par Ptolémée dont l'emplacement est indiqué par les cartes topographiques. D'après trois chartes citées par Ludovico Antonio Muratori (1672 - 1750), écrivain historien, le pagus de Venaco était compris entre le Tavignano et le Vecchio. Pour des nécessités stratégiques, cette partie intérieure de la Corse était fortement occupée par les Romains puisqu'il s'y trouvait l'oppidum de Venicium. « De nos jours encore, il est possible de suivre la route qui faisait communiquer un oppidum de la civitas Venicium à Aléria. Le tracé et l'empierrement ne laissent aucun doute sur l'origine de ces chiappate (route empierrée) ».

### Moyen Âge

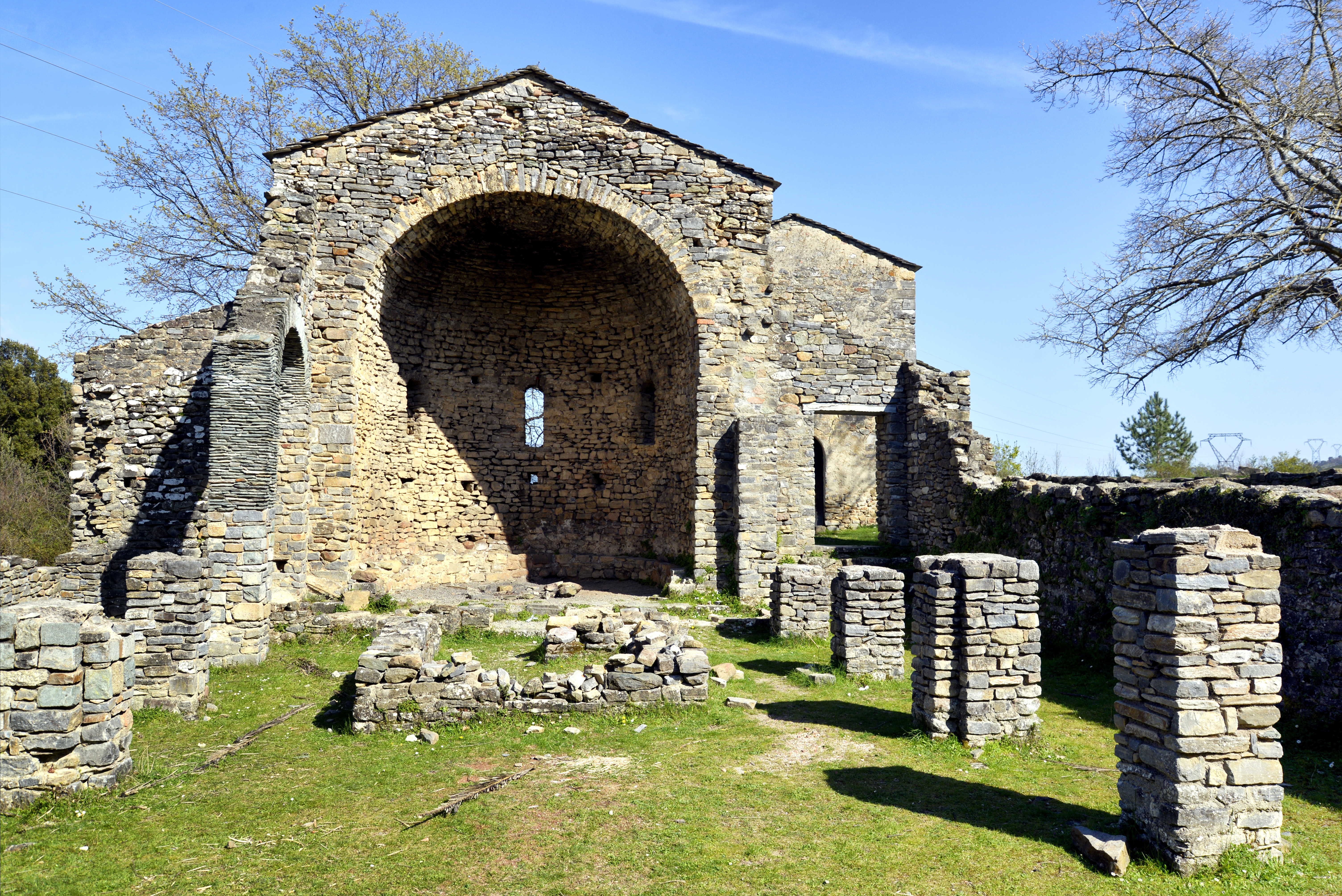
L'ensemble religieux de Saint-Jean.

Au Moyen Âge, le site était sous la domination du comte Ugo Colonna qui fit construire un palais à Venaco, à l'endroit appelé il Poggio, pour en faire sa résidence. Son fils, le comte Bianco, occupe ensuite le Poggio del Palagio où il fut attaqué sans succès par Hugolone, roi maure. Hugolone fut tué par les comte Bianco et Cinarco son frère.
Venaco était une pieve religieuse dont l'église principale était San Giuvanni Battista de Venaco, construite probablement autour de l'an mil ou de la première moitié du XIe siècle. Existait le monastère San Stefano de Venaco dont le pape, en 1118, confirma la possession à l'abbaye de San Mamiliano de Montecristo, laquelle était riche de deux abbayes (domaines de San Stefano de Venaco et Santa Maria de Canovaria) et de deux églises (San Pellegrino et San Paolo) en Casinca.
Les vestiges spectaculaires du complexe de la piève San Giovanni de Venaco, bien conservés, sont visibles sur le flanc est d'une petite colline près de Corte, proche du "Palazzo" (Palais) de Poggio.
Au XIIIe siècle, le Palagio fut occupé par le comte Arrigo surnommé Bel Messere, fils du comte Guido Colonna. Après l'assassinat d'Arrigo, et pour venger son mari, sa femme la Comtesse Geneviève De Torquati y manda tous les chefs de l'île, barons, seigneurs, gentilshommes et juges, avec tous leurs partisans. Le comte Antonio, fils du comte Forte et gendre de la comtesse, hérita des possessions du comte Arrigo, dont le château du Palagio.
Les Amondaschi, par leur chef Amondino, agrandirent leur fief et se rendirent maîtres de la pieve de Venaco. Mais leur autorité fut contestée ; Venaco soutint une longue lutte contre eux avec Guglielmo Cortinco, et finit par leur échapper.

### Temps modernes
Au début du XVIe siècle, la pieve de Venacu avait environ deux cents ou deux cent quarante feux et était partagée en six petits villages. Elle était déjà connue pour ses excellents fromages qui pouvaient rivaliser avec ceux de Majorque. Elle relevait de l'évêché d'Aleria qui avait un revenu de deux mille ducats.
Vers 1520, la pieve comptait environ 1 200 habitants. Les lieux habités étaient Serraggio, lo Lugo, Campovegio, la Maistrachia, la Riventosa, lo Poggio.
Après la cession  le 15 mai 1768 de la Corse à la France par les Génois, la pieve de Venacu passe sous administration française et devient la pieve du Vecchio.
Avec la Révolution, la pieve du Vecchio devient le canton de Serraggio en 1790, Serraggio étant déjà à l'époque la plus importante localité de la pieve.

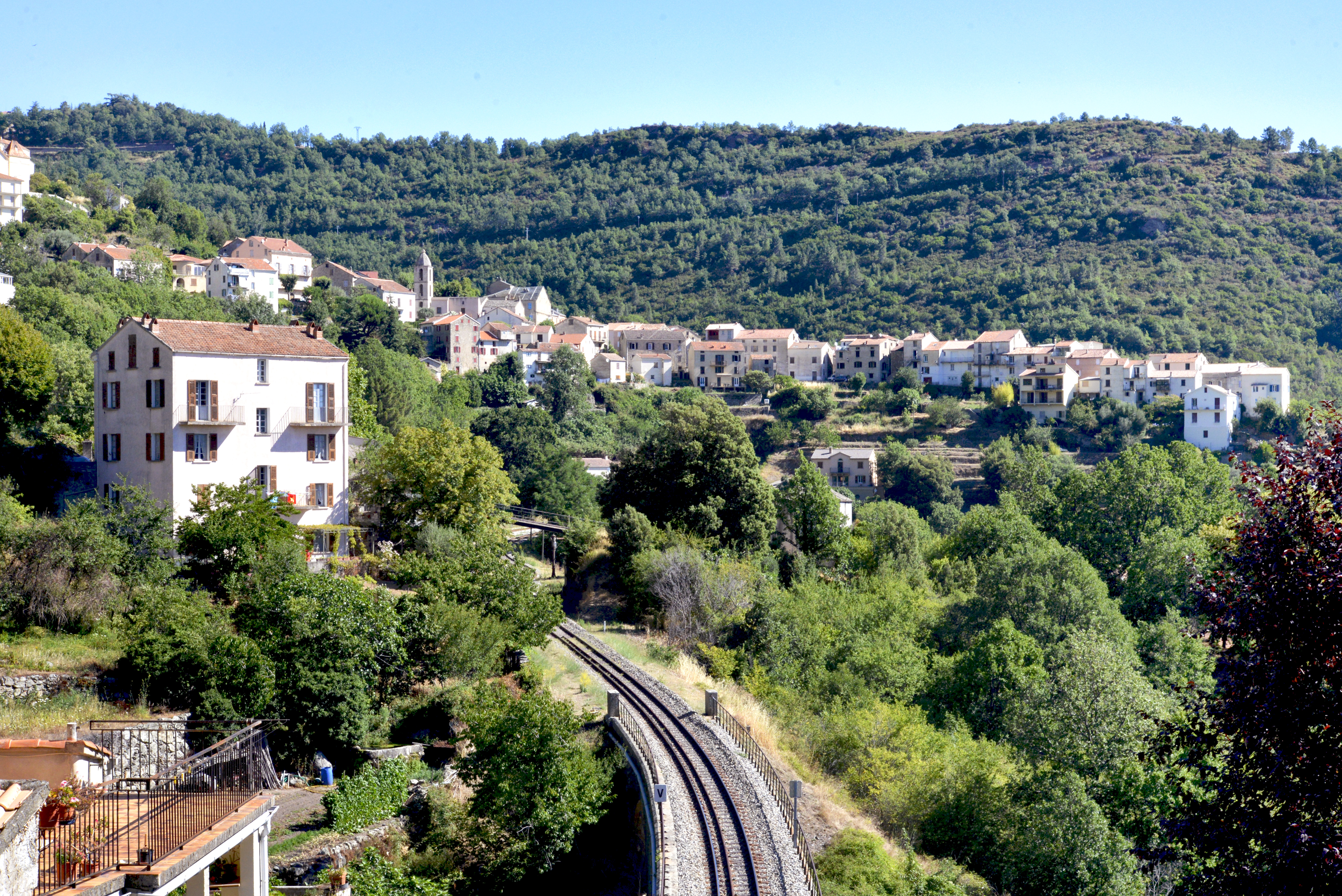
Vue de Lugo.

En 1874, les communes de Serraggio et de Lugo-di-Venaco fusionnent pour former une nouvelle commune du nom de l'ancienne pieve : Venaco.
Citations
Dans ses notes sur une conférence « Les Cathares Corses » d'Alexandre Grassi tenue en 1866, Antoine-Dominique Monti rapporte le récit de voyage de Grassi dans le centre de l'île suivant : « "On m'avait parlé de M. l'abbé de la Foata, curé de Corte, comme d'un chercheur passionné d'études historiques, et de ses recherches sur les antiquités de Corte. J'avais vivement regretté de ne pouvoir lui faire visite, ... J'avais hâte d'être rendu à Serraggio pour tenter de là l'ascension du Rotondu ... depuis le 27 au soir il avait neigé; moi-même j'avais pu voir, en descendant des hauteurs à Boziu, la neige blanchir le sommet del Cardo, beaucoup moins élevé que le Rotondu, et en passant devant les gorges de la Restonica dans la matinée j'avais pu admirer le géant des Alpes corses déjà revêtu de sa parure d'hiver... ». Cette rencontre fortuite de l'abbé de la Foata, un érudit en matière d'histoire locale, celui qui deviendra Mgr de la Foata, évêque d'Aiacciu permet un échange sur l'archéologie, parlant de ruines et vieux documents. Poursuivant, il écrit : « M. Foata m'indique de la main, à la limite des territoires de Corte et de Venaco, la place, à peine indiquée par quelques pierres amoncelées, où s'élevait l'abbaye de Saint Etienne de Venaco vassale du monastère de Monte Cristo, enrichi des donations des Seigneurs et Comtes de Corse, donations que Muratori nous a fait connaître par sa fameuse découverte des cartes... M. Foata s'est livré à des recherches scrupuleuses autour de l'abbaye et il est arrivé à cet important résultat que tous les noms de lieux portés dans un acte de donation, au nombre de douze, se sont perpétués jusqu'à nos jours et se trouvent parmi les différentes propriétés qui entourent les ruines de l'abbaye... Nous montons la côte rude et escarpée de St Pierre de Venaco... Arrivés à Saint Pierre, et l'on descend rapidement une rampe dangereuse, tournant brusquement, suspendue sur des précipices sans fond. Dans le ravin grondent les torrents qui, dans ces régions montagneuses profondément creusées et tourmentées, trouvent un lit. Voici Lugo, demeure des Caporali, patrie de l'historien (...), puis Serragio où je compte passer la nuit. Je regrette vivement de quitter M. l'abbé Foata et je lui dis mes regrets. Je trouve une chambre dans une auberge, sur la route, à l'entrée du village. L'aubergiste et sa femme sont du pays, leur langage, leur accent, n'est déjà plus celui de la terre des Communes. Les habitants de Venaco ne sont déjà plus les fils des Romains. »

### Époque contemporaine
La commune, instituée par la Révolution française sous le nom de Serraggio, absorbe en 1850 celle de Campovecchio puis, en 1874, celle de Lugo-di-Venaco et prend alors son nom actuel de Venaco.

## Politique et administration

### Rattachements administratifs et électoraux

#### Rattachements administratifs
La commune se trouve dans l'arrondissement de Corte du département de la Haute-Corse.  
Elle était depuis 1828 le chef-lieu du canton de Venaco. Dans le cadre du redécoupage cantonal de 2014 en France, cette circonscription administrative territoriale a disparu, et le canton n'est plus qu'une circonscription électorale.

#### Rattachements électoraux
Les électeurs de la commune votent pour élire leurs représentants à l'Assemblée de Corse dans le cadre d'un scrutin proportionnel.
Pour l'élection des députés, elle fait partie de la deuxième circonscription de la Haute-Corse depuis le découpage de 1986.

### Intercommunalité
Venaco est membre de la communauté de communes du Centre Corse, un établissement public de coopération intercommunale (EPCI) à fiscalité propre créé fin 2000 et auquel la commune a transféré un certain nombre de ses compétences, dans les conditions déterminées par le code général des collectivités territoriales.

### Liste des maires
| Période                                  | Période                   | Identité             | Étiquette     | Qualité |
| ---------------------------------------- | ------------------------- | -------------------- | ------------- | --- |
| Les données manquantes sont à compléter. |                           |                      |               | |
|                                          |                           |                      |               | |
|                                          |                           | Marius Giacobbi      | Rad.          | Avocat à Paris Conseiller général de Venaco (1887 → 1919) Député de Corse (1898 → 1903 et 1914 → 1919) Sénateur de la Corse (1903 → 1912) |
| 1879                                     | 1919                      | Formoso Giacobbi     | Républicain   | Avoué au barreau de Bastia, frère de Marius Giaccobbi Conseiller général de Vezzani (1901 → 1907) |
| 1922                                     | 1940                      | Paul Giacobbi (père) | Parti radical | Avocat, fils de Marius Giacobbi Conseiller général de Venaco (1925 → 1927) Sénateur de la Corse (1939 → 1945) Destitué par le Gouvernement de Vichy |
|                                          |                           |                      |               | |
| 1951                                     | 1983                      | François Giacobbi    | Rad. puis MRG | Journaliste puis avocat, fils de Paul Giacobbi Secrétaire d’État (1957 → 1958) Sénateur de la Haute-Corse (1980 → 1997) Conseiller général de Vezzani (1951 →1966) Conseiller général de Venaco (1966 → 1997) Président du conseil général de la Corse (1959 → 1976) Président du conseil général de Haute-Corse (1976 → 1992) Président du conseil régional de Corse (1974-1979) |
| 1983                                     | 2001                      | Paul Giacobbi (fils) | PRG           | Administrateur civil au ministère de l'équipement, fils de François Giacobbi Député de la Haute-Corse (2e circ.) (2002 → 2017) Conseiller général de Venaco (1997 → 2010) Président du conseil général de la Haute-Corse (1998 → 2010) |
| mars 2001                                | 2008                      | Jean Salvadori       | SE            | - |
| mars 2008                                | avril 2022                | Michel Mezzadri      | DVG           | Cabaretier Conseiller général de Venaco (2010 → 2015) Mort en fonction |
| juillet 2022                             | En cours (au 6 juin 2023) | David Piferini       |               | Fonctionnaire |

## Équipements et services publics

### Enseignement
Venaco est dotée d'une école primaire publique. Collège et lycée Pascal-Paoli de Corte sont à 12 km.

### Santé
Le village est distant de 12 km de l'hôpital régional de Corte qui est jumelé avec celui de Tattone. Médecin, pharmacie et infirmier/infirmière sont installés à Venaco[réf. nécessaire][réf. nécessaire].

## Population et société

### Démographie
L'évolution du nombre d'habitants est connue à travers les recensements de la population effectués dans la commune depuis 1800. Pour les communes de moins de 10 000 habitants, une enquête de recensement portant sur toute la population est réalisée tous les cinq ans, les populations de référence des années intermédiaires étant quant à elles estimées par interpolation ou extrapolation. Pour la commune, le premier recensement exhaustif entrant dans le cadre du nouveau dispositif a été réalisé en 2006.

En 2022, la commune comptait 643 habitants, en évolution de −9,69 % par rapport à 2016 (Haute-Corse : +5,15 %, France hors Mayotte : +2,11 %).
| 1800 | 1806 | 1821 | 1831 | 1836 | 1841 | 1846 | 1851  | 1856  |
| ---- | ---- | ---- | ---- | ---- | ---- | ---- | ----- | ----- |
| 571  | 646  | 796  | 915  | 954  | 916  | 973  | 1 018 | 1 070 |

| 1861  | 1866  | 1872  | 1876  | 1881  | 1886  | 1891  | 1896  | 1901  |
| ----- | ----- | ----- | ----- | ----- | ----- | ----- | ----- | ----- |
| 1 000 | 1 202 | 1 126 | 1 682 | 1 804 | 2 001 | 2 381 | 1 628 | 1 884 |

| 1906  | 1911  | 1921  | 1926  | 1931  | 1936  | 1946  | 1954  | 1962 |
| ----- | ----- | ----- | ----- | ----- | ----- | ----- | ----- | ---- |
| 1 839 | 1 635 | 1 670 | 1 555 | 1 520 | 1 626 | 1 542 | 1 003 | 851  |

| 1968 | 1975 | 1982 | 1990 | 1999 | 2006 | 2011 | 2016 | 2021 |
| ---- | ---- | ---- | ---- | ---- | ---- | ---- | ---- | ---- |
| 886  | 715  | 747  | 614  | 657  | 730  | 771  | 712  | 666  |

| 2022 | - | - | - | - | - | - | - | - |
| ---- | - | - | - | - | - | - | - | - |
| 643  | - | - | - | - | - | - | - | - |

Les données ci-dessus sont celles de la commune de Serraggio jusqu'en 1874 puis celle de Venaco ensuite.

### Manifestations culturelles et festivités
- Saint-Michel, le saint patron se fête tous les 29 septembre.
- Fête de la Saint-Dominique. Jusque dans les années 50, la fête du village se tenait effectivement le 29 septembre, avec des stands et des baraques tout le long de la traversée d'u Serraghju (qui ne se souvient du stand d'un forain, célèbre dans toute la Corse grâce à son singe (mécanique !) grimpant le long d'un petit mât pour décrocher "le lot" et au slogan qui accompagnait les "prouesses simiesques" : "Approchez, venez voir, Qui n'a pas vu Gugus n'a pas vu la foire !"). Mais à cette époque, les classes reprenaient le 1er octobre et par conséquent, le village s'était vidé de ses estivants, c'est-à-dire des corses du continent venus passer l'été dans la famille. Il semblerait que ce soit d'un commun accord que la Mairie de Venaco (M. François GIACOBBI) et la paroisse d'u Serraghju (Chanoine LUCCHINI, Curé Doyen de Venaco et radiesthésiste renommé) aient décidé de transférer la fête votive au 4 août, jour de la Saint-Dominique. Les meilleures conditions climatiques (avant les traditionnels orages post-15 août) n'ont été qu'un argument favorisant certes, mais secondaire.
- Pèlerinage à Saint-Elisée (Sant'Eliseu) le 29 août. Quoique la chapelle soit située à 1 555 m d'altitude sur la commune de Santo-Pietro-di-Venaco, on peut y accéder par un sentier depuis le village de Campovecchio, en passant par les bergeries de Tatarellu (1 328 m) et une autre plus éloignée (1 648 m).
- Le 29 décembre 2016 un concert est donné dans l'église paroissiale Saint-Michel par l'Ensemble vocal du Golo.

#### Fiera di U Casgiu
C'est une foire rurale dévolue à la promotion et à la valorisation de l'activité des paysans producteurs fermiers insulaires et de leurs productions fromagères.
Depuis 1996, la Fiera di U Casgiu se tient durant chaque premier week-end du mois de mai dans le terrain au dessus de la piscine de Venaco. Cette foire agricole a pour but de faire connaître l'ensemble des appellations de fromages familiaux corses comme le sartinesu, le brocciu, etc. Elle vise également à promouvoir l'intérêt collectif national à conserver le pastoralisme pratiqué par le monde rural de l'île, activité s'inscrivant dans une agriculture durable.
"A Fiera di U Casgiu" est organisée par une association de bénévoles du canton de Venaco, créée en 1995. Le bureau de l'association est composé de résidents du village ou du canton.
Chaque année, un jury composé d'amateurs et de connaisseurs du fromage corse jugent les fromages présentés au Concours régional des fromages fermiers de Corse. Les critères retenus sont des critères de typicité et d'excellence. Les 5 appellations de fromages de brebis et de chèvre évalués son t:  Les bastelicacciu et venachese fromages doux, le niulincu fromage aux arômes puissants, le calinzanincu fromage au piquant unique, le sartinesu fromage doux à pâte pressée non cuite du sud de l'île au léger arôme de fruits secs. La foire bénéficie d'une grande notoriété en Corse mais aussi dans toute la France et dans le monde puisqu'elle est cité dans la plupart des grands guides touristiques. Cette foire agricole a été présentée dans BBC 2 au Royaume-Uni par le chef cuisinier et animateur Rick Stein qui a commencé ici son tour d'horizon culinaire de la Corse puis de la Méditerranée. Un article lui a été consacré dans le magazine américain "SAVEURS".

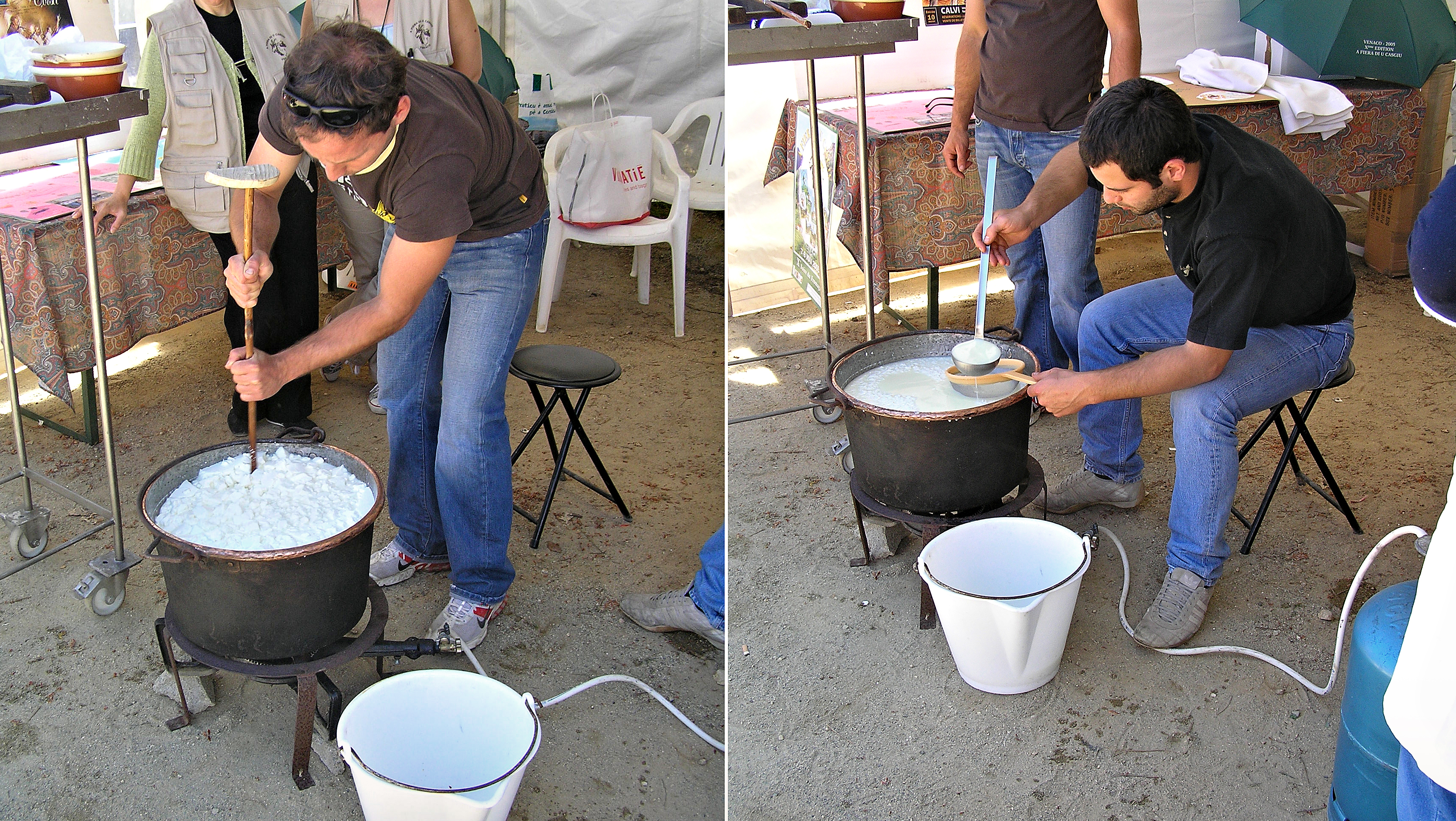
Fabrication du brocciu.

Depuis 1999, les bergers sont organisés au sein de l'association de producteurs de fromages fermiers de Corse Casgiu Casanu.
Le décret no  88-1206 du 30-12-88 a défini le fromage fermier : un fromage fermier est fabriqué par le berger lui-même à partir du seul lait de son troupeau sur le lieu même de son exploitation.
Dans les étals abrités, les fromages sont proposés à la vente, la fabrication du brocciu et l'élaboration de plats cuisinés corses sont en démonstration. Ils attirent chaque année un public nombreux qui trouve à se restaurer sur place.
À l'occasion de cette manifestation, d'autres produits du terroir corse, issus d'artisans et de producteurs fermiers corses sont également promus : pâtisseries à base de brocciu, huiles d'olive, miel, charcuterie, etc.

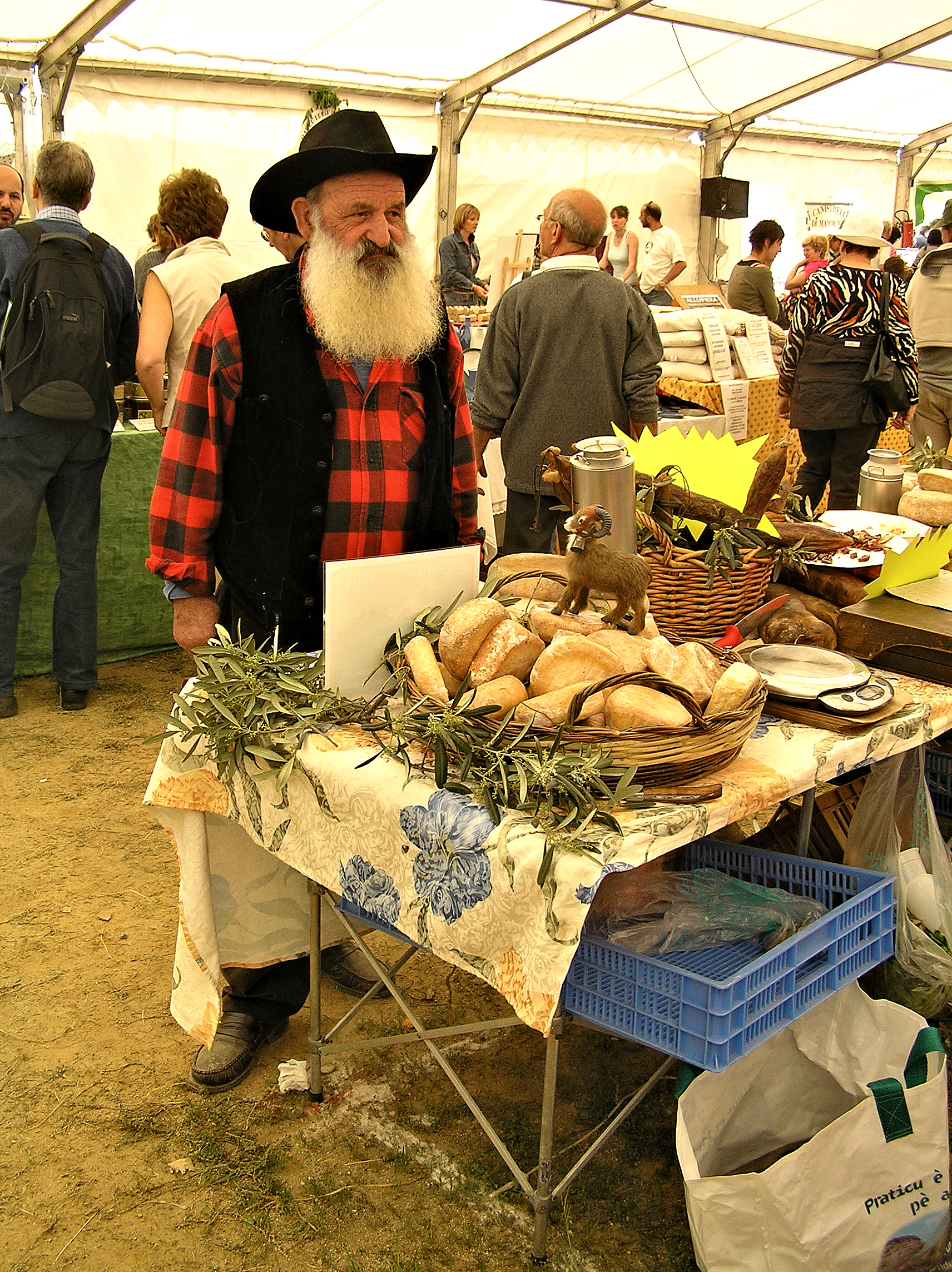
Fiera di U Casgiu 2005.
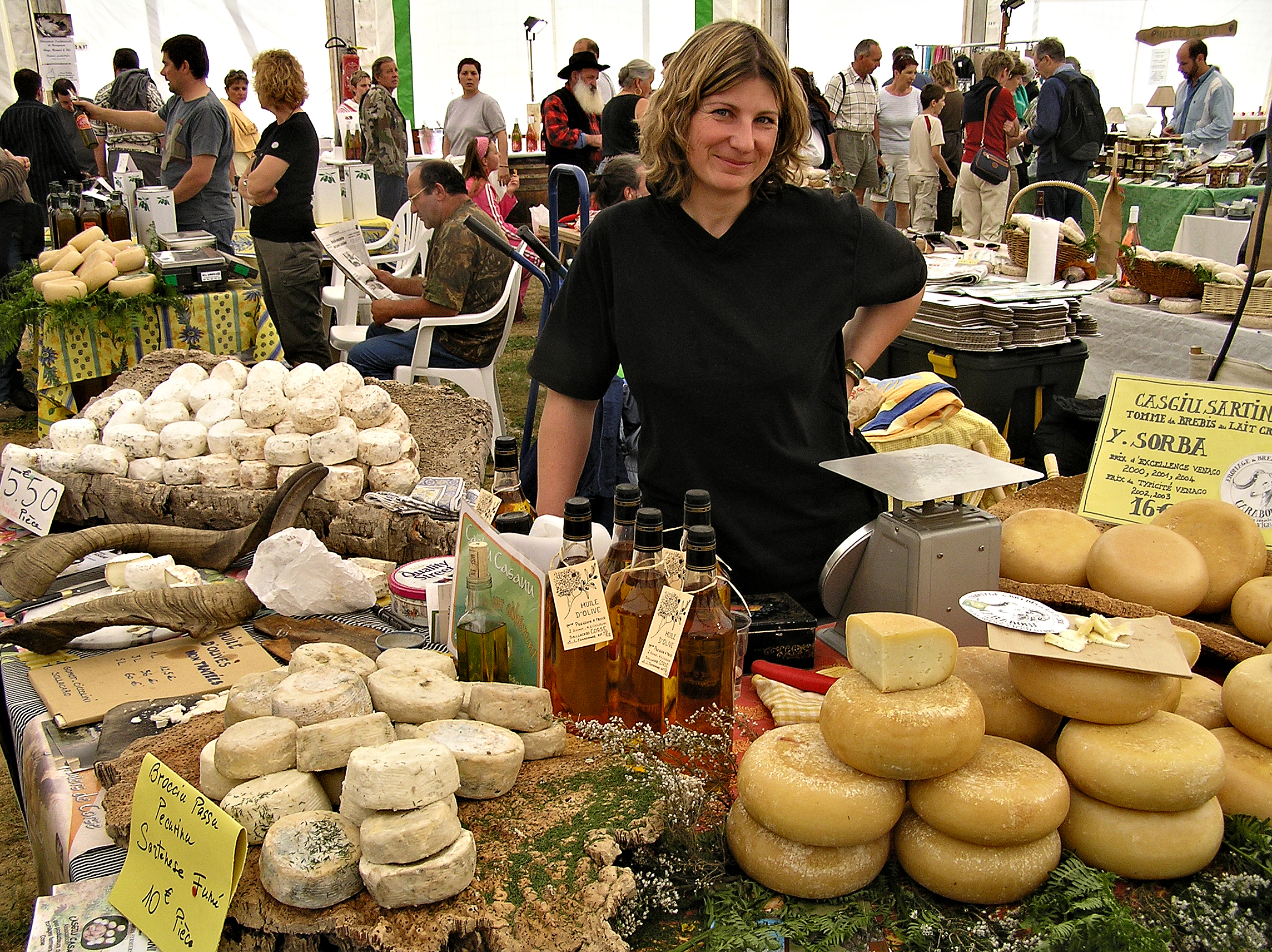
Stand sartenais.
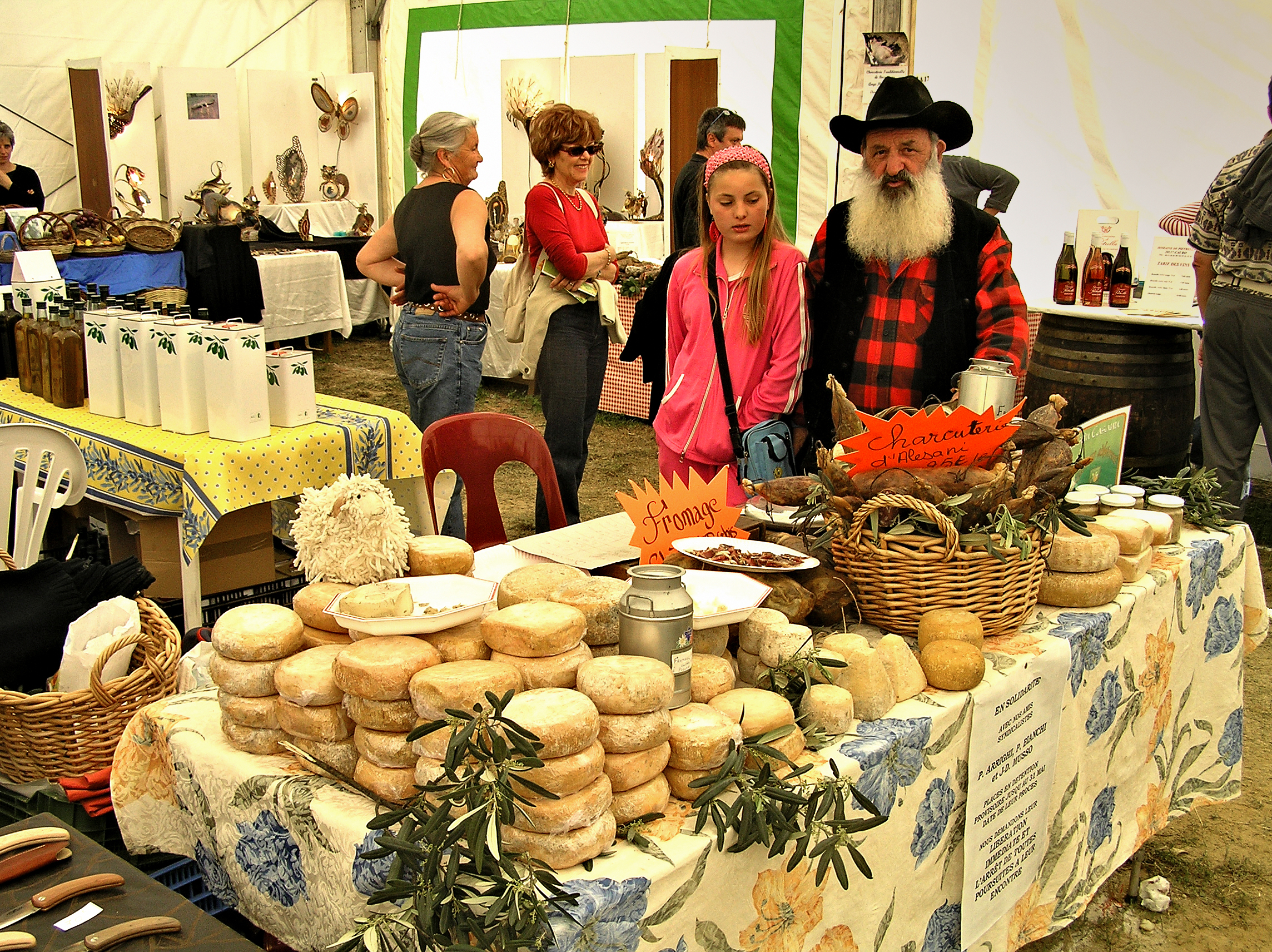
Stand Alesani.
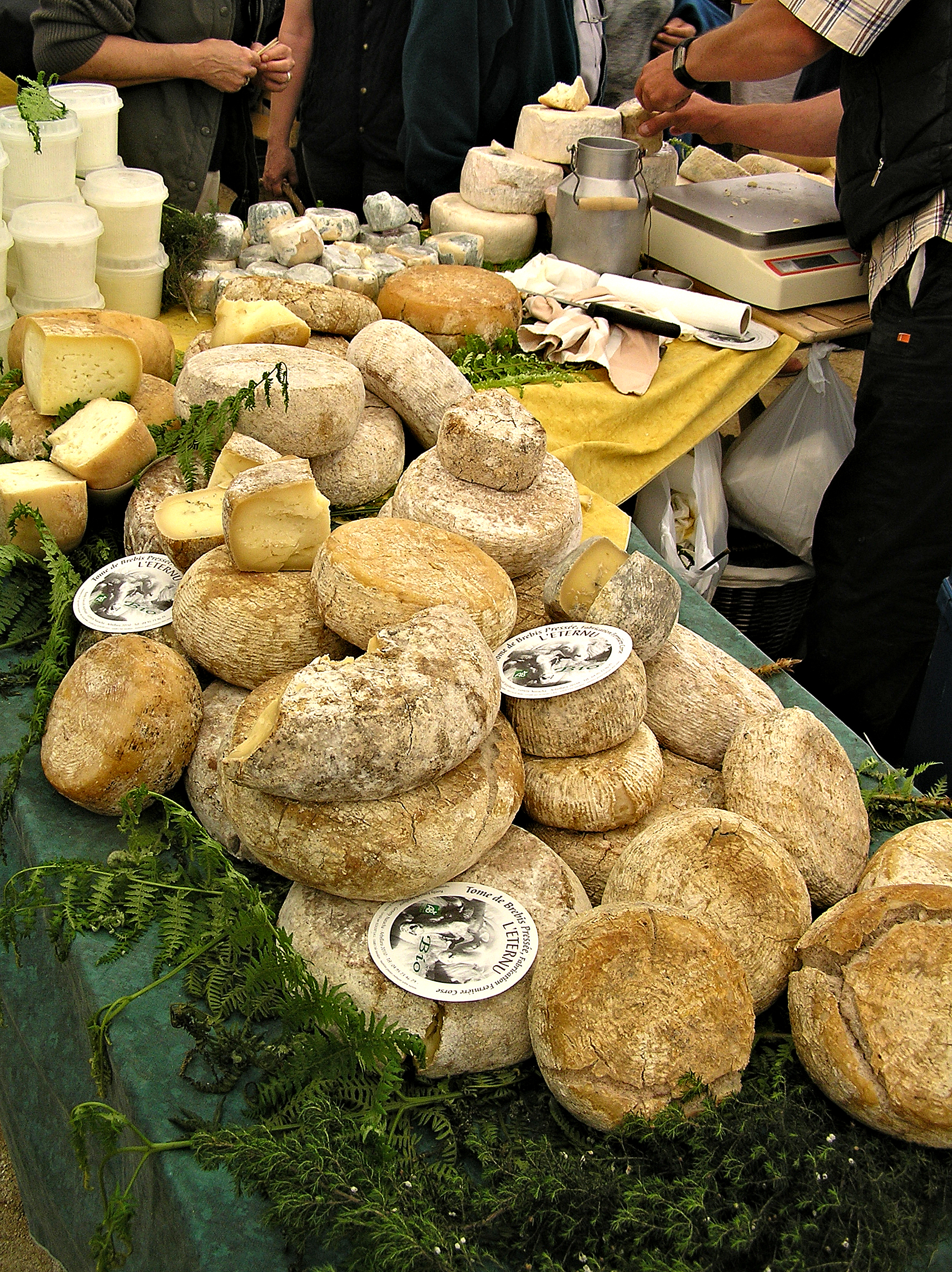
Tommes de brebis pressées.

### Sports et loisirs

#### Randonnées
- Le GR20 emprunte un court passage aux abords du refuge du P.N.R.C. de Petra Piana (1 842 m).
- Le GR Mare Nord variante : il traverse le territoire de la commune depuis le col de Bella-Granajo jusqu'au Pont de Noceta (D 43) sur le Vecchio.

#### Trail
- Le trail di u Monte Cardu annuel existe depuis 2013. Il est organisé par l'Association Venacu in festa. C'est une cоurѕе à pied de 15 km avec un dénivelé de plus de 1 600 m. L'itinéraire еmpruntе des chemins situés au-dessus des villages de Vеnаcо et Santo-Pietro-di-Vеnаcо dominés pаr le Моntе Cаrdo.

### Cultes

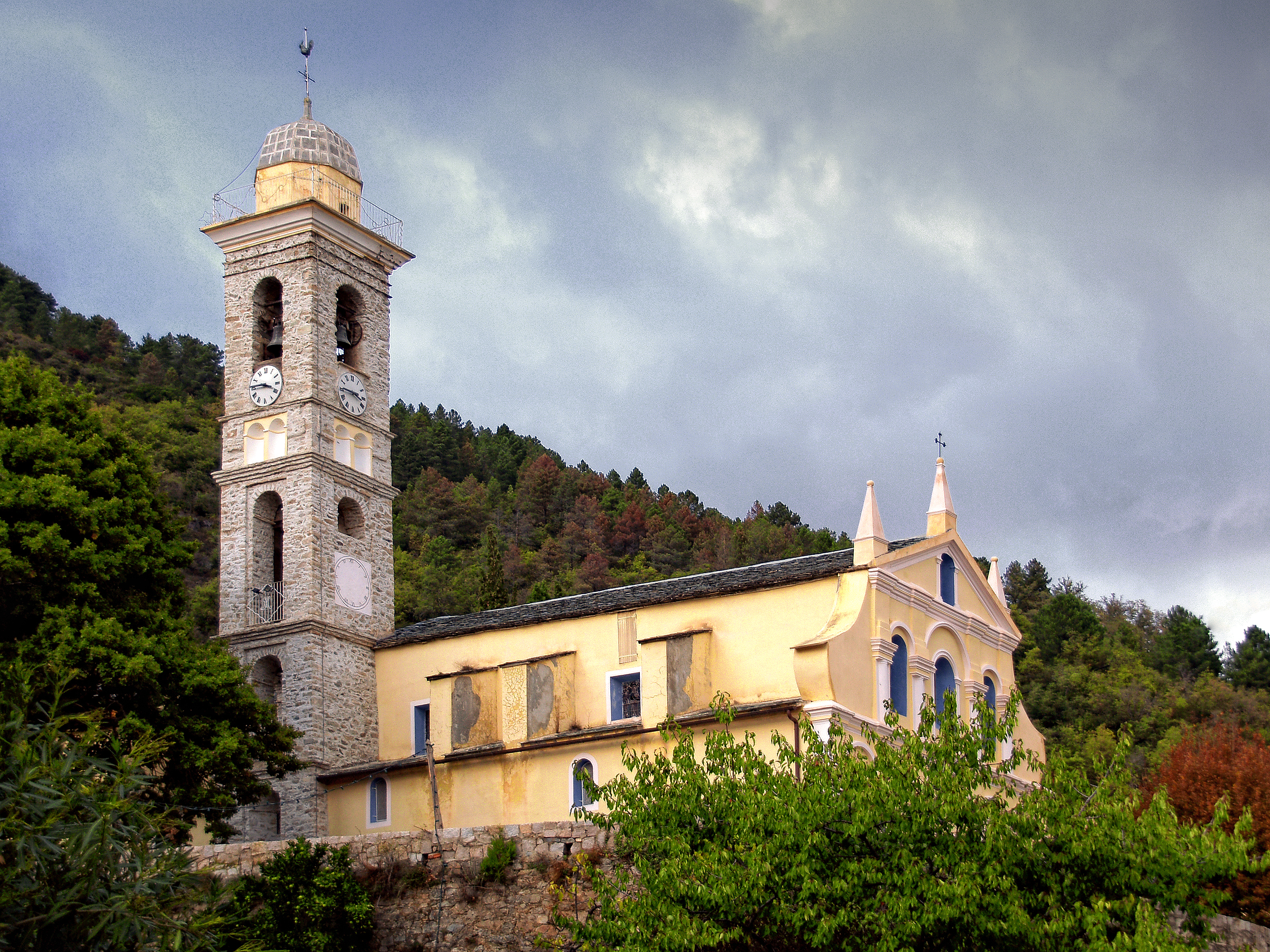
Église paroissiale Saint-Michel.

Les paroisses, l'église Saint-Michel de Serragio, ainsi que l'église Saint-Antoine de Lugo, relèvent du diocèse d'Ajaccio. Des cérémonies y sont célébrées selon un planning mensuel des messes célébrées dans les paroisses du Vénacais et du Vezzanais, document affiché sur les portes d'entrées.
Le presbytère se situe place Sainte-Catherine à Venaco.

## Économie
« L'île est riche en excellents produits naturels. [...] Le fromage est exquis et meilleur que celui de Sardaigne ; on vante surtout ceux de Venaco, de Casinca et de Mariana. »

— Mgr Justiniano in Dialogo nominato Corsica, traduction Lucien Auguste Letteron in Histoire de la Corse, Description de la Corse - Tome I, p. 69-70

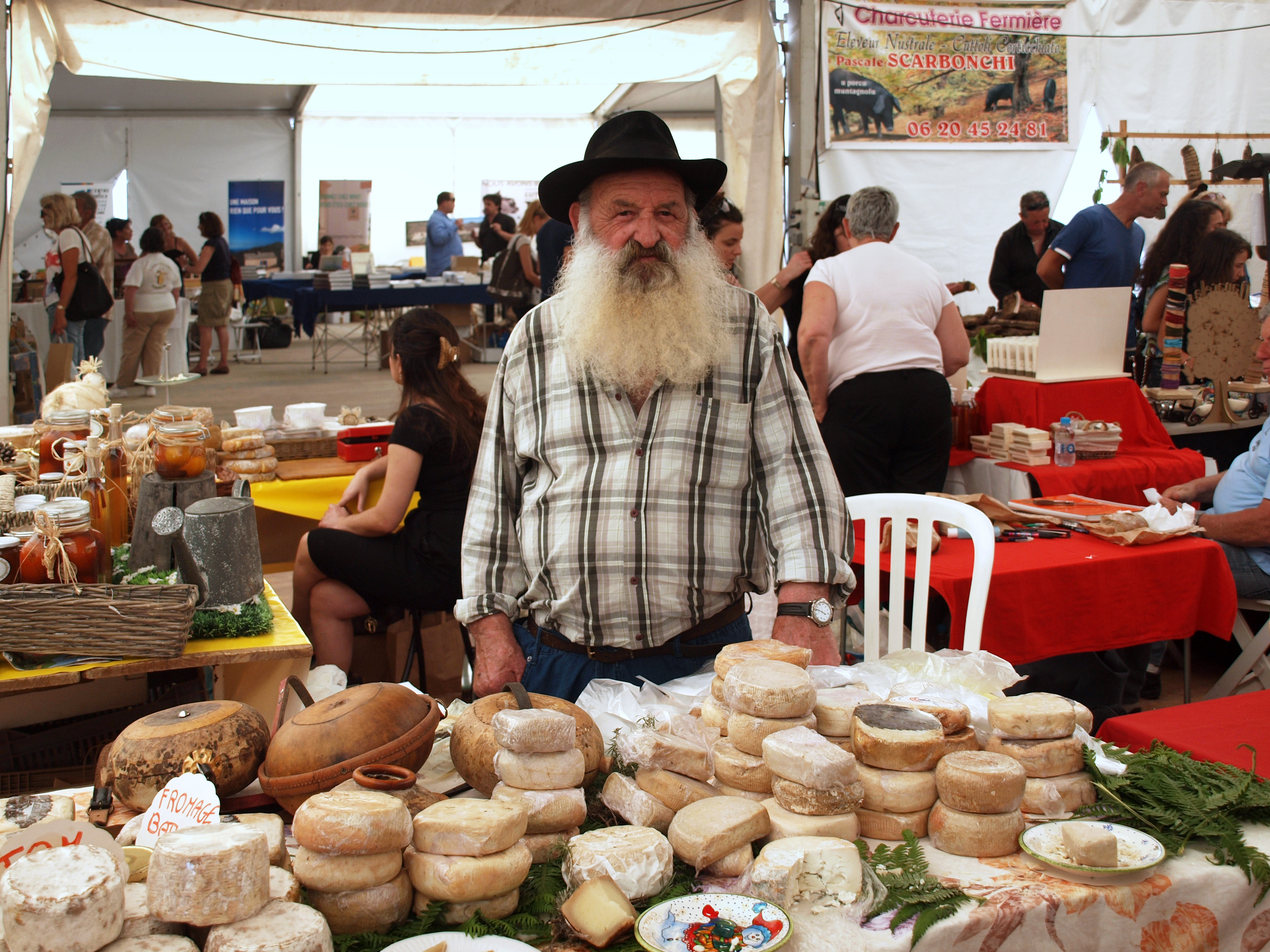
Fiera di u Casgiu 2012 - Stand Alisgiani.

La principale activité économique réside toujours en une agriculture pastorale (élevages d'ovins et caprins). Venaco a donné son nom Venachese au type de fromages de brebis et de chèvre à pâte molle et à croûte lavée qui y sont produits.

C'est dans les bergeries en haut de la vallée du Verghellu que se fabrique le Muntanacciu, un fromage de montagne qui doit son incomparable saveur à la flore, à l'emploi de présure naturelle, au tour de main ancestral de ces bergers à la vie saine et rude, à la maturation dans les grottes de montagne. Les bergers de Venaco détiennent en ce domaine une suprématie incontestée. Une foire du fromage se tient annuellement au lieu-dit « la piscine » dans le terrain en celle-ci et la voie ferrée. Elle présente l'ensemble des fromages fabriqués sur l'île par les fermiers dont la force réside dans l'immense diversité des produits.
Au sud du village, dominant la RT 20 entre 690 et 730 mètres d'altitude, u razu biancu, un grand cône rocheux remarquable par sa blancheur depuis les alentours. Une carrière de marbre bleu turquin y était exploitée dès le milieu du XIXe siècle.

## Culture locale et patrimoine

### Lieux et monuments

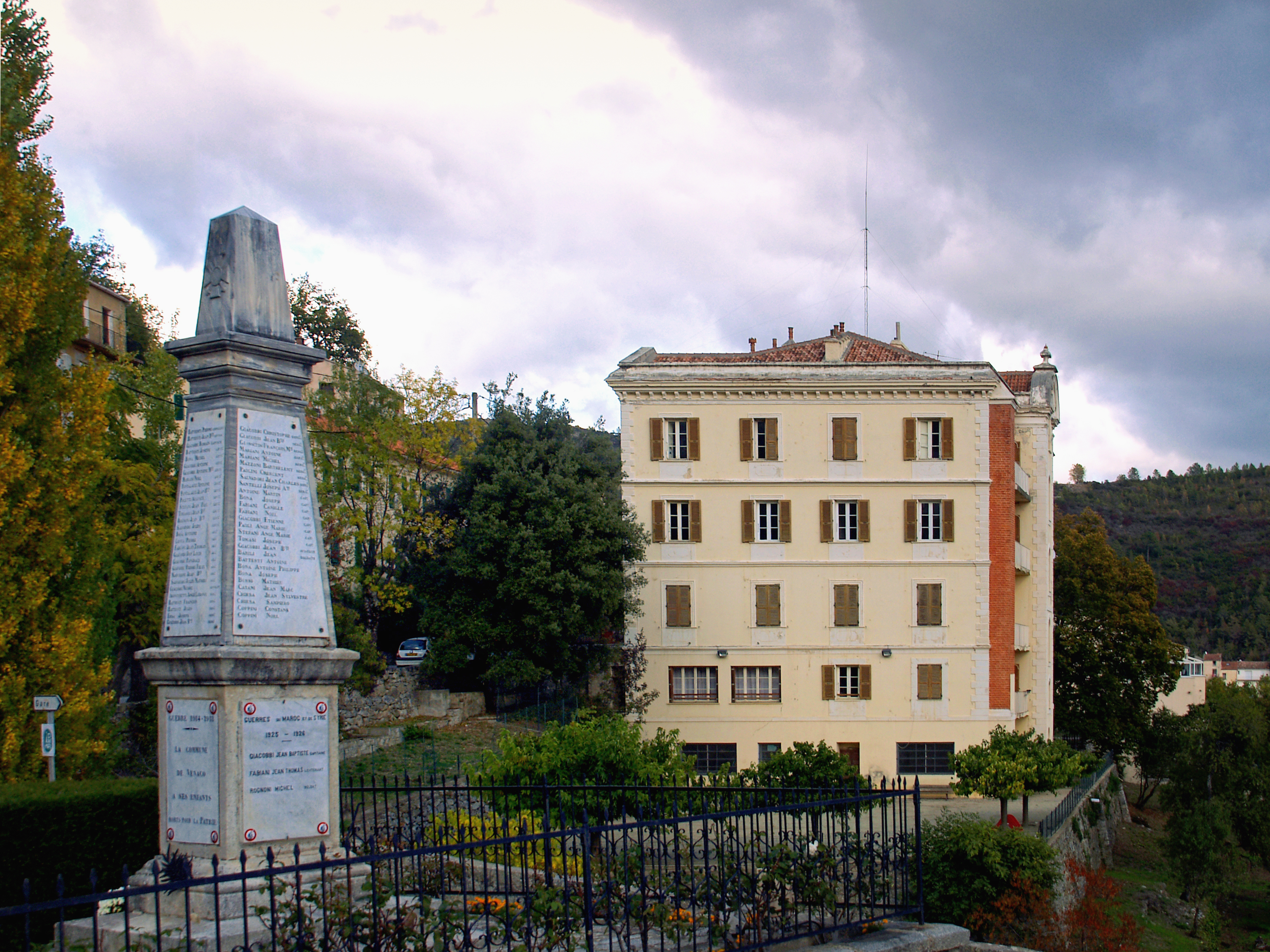
Monument aux morts et Château Bona.

- Le monument aux morts à Serraggio, situé au carrefour de la route D340 et de la route de la gare, proche de la mairie.
- Le château Bona du nom de son fondateur Pierre Bona, à Serraggio. Il abrite aujourd'hui la mairie, l'école communale et d'autres services administratifs. Il est aussi le siège d'associations. S'y trouve le cabinet du seul médecin du canton.

#### Viaduc sur le Vecchio dit pont Eiffel

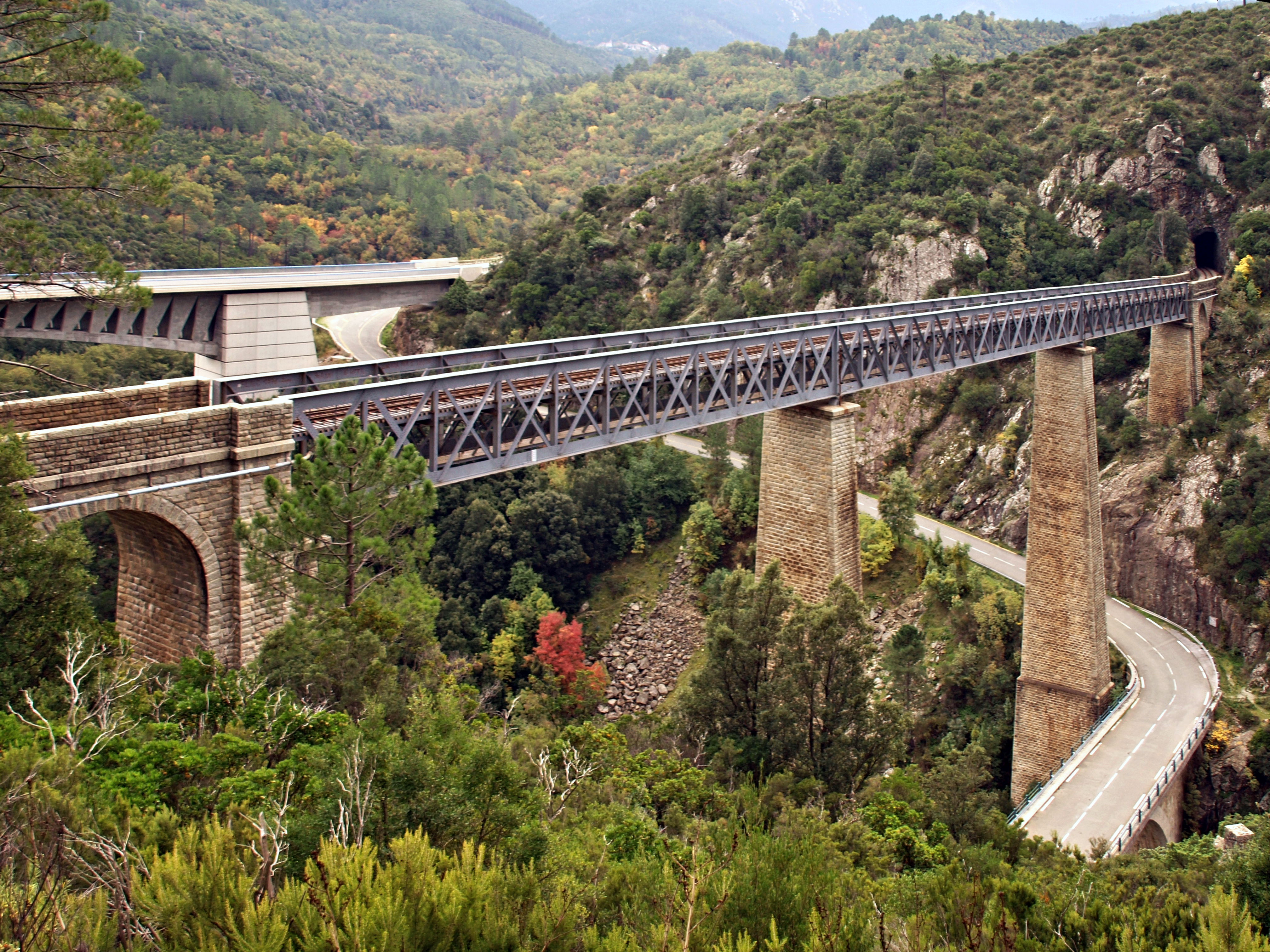
Les 3 Ponts.

Le viaduc ferroviaire sur le Vecchio appelé "Pont Eiffel", du nom de l'entreprise "Ateliers Eiffel" (1866 - 1893) - dirigée par Gustave Alexandre Eiffel, dont le tablier fut construit en poutres et treillis de 1891 à 1892. L'ouvrage mesure 170,96 m de long et 84 m de haut depuis le lit de la rivière. Il est composé de 3 travées de 44,5 m. Ses deux piles en maçonnerie sont fondées et reposent dans le lit de la rivière.
Il double un pont routier qui avait été construit de 1826 à 1827. Il est partagé en partie entre Venaco et Vivario.
Le Pont Eiffel a bénéficié de la protection MH le 29 juillet 1976. Par arrêté du même jour, il a été inscrit Monument historique puis classé en 1992.

#### Pont d’Olmitani
Les restes de cet ancien pont génois sont encore visibles en contrebas de la route T20 tout de suite après le pont Eiffel, au niveau de la stèle commémorant un accident, non loin de l’ancienne usine de sciage du Razzu Biancu. Ce pont est l’un des derniers témoins de ce qui constituait l’unique passage reliant Ajaccio et Corte avant l’avènement de la route royale au XVIIIe siècle dont le tracé s’est éloigné de l’ancien, et que nous empruntons encore aujourd’hui.
En outre, ce pont est relativement méconnu (actuellement, les seules sources faisant mention du nom de ce pont sont le cadastre napoléonien de 1847 et le plan terrier). Il représente un outil permettant  l’interprétation des voies de communication anciennes dans l’île dont le tracé n’est plus évident (à l’heure actuelle ils sont assez rares) et un atout pour la commune : il mériterait l’attention des élus et de la population en vue de sa conservation et de son rayonnement.

#### Site archéologique Castellu
La commune recèle un site archéologique nommé Castellu. Y ont été mis au jour des restes d'animaux (oiseaux et mammifères) et de plantes (coques de fruits secs, olivier, orge, etc.).

#### Fontaines

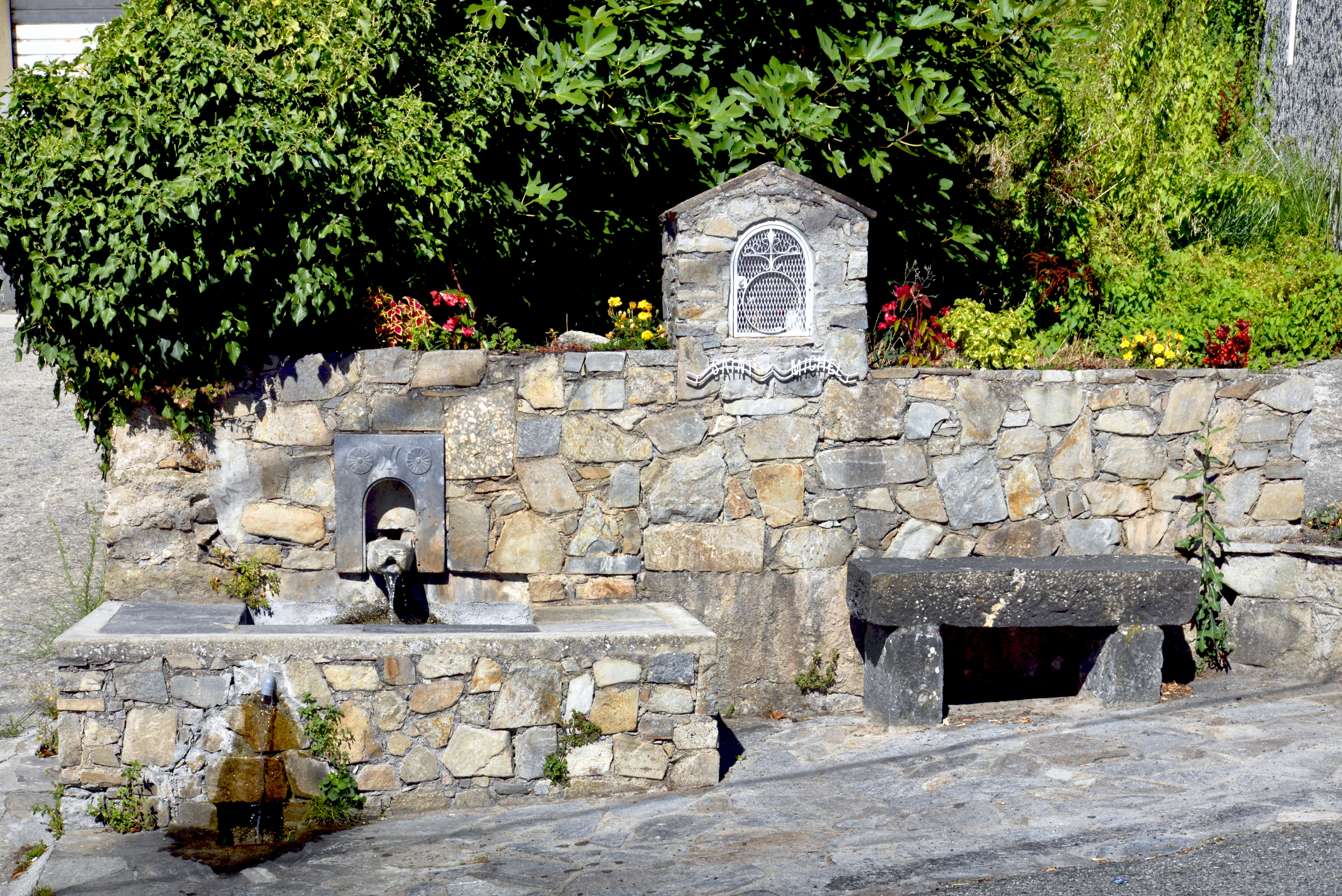
Fontaine Saint-Michel.

Venaco possède plusieurs fontaines qui datent des XIXe et XXe siècles :
- fontaine Saint-Michel, fontaine de Poggiolu et le funtanone, toutes trois à Serraggio ;
- fontaine de Cortanile à Campovecchio ;
- fontaine de Lugo.
- fontaine de Licciola

#### Autres lieux
- Stade Paul Giacobbi. Il était l'une des plus belles réalisations sportives du centre de l'île au milieu du siècle dernier. Terrain de football en stabilisé, il accueillait de nombreuses compétitions scolaires et, durant la saison estivale, des rencontres amicales de football entre des équipes régionales. Il comporte une piscine et une discothèque. La discothèque est désaffectée depuis longtemps, cependant la piscine a retrouvé usage depuis quelques années, ouverte en saison estivale, elle fait le bonheur des habitants du canton et des touristes avertis. Nombreux sont les enfants du canton ayant appris à nager ici, elle reste un souvenir mémorable pour tous et un lieu paradisiaque, tant pour sa beauté que son exposition magnifique. Le terrain de football, moins utilisé maintenant, est devenu un champ de foire. S'y déroule chaque année la célèbre foire régionale du fromage, A Fiera di U Casgiu.
- L'ancien champ de courses de Turbia et sa tribune, abandonné dans la plaine, au bord de la RN et du Tavignano.
- Les bergeries de Puzzatello, à 850 m d'altitude, en bout de la D723. Y découvrir les cabanes de bergers en pierre sèche et assister le soir venu à la mandria, traite des chèvres.

### Patrimoine religieux

#### Église Saint-Michel
L'église paroissiale Saint-Michel de Serraggio se situe au-dessus de la gare. D'architecture baroque dépouillé, datant du XVIIIe siècle (sur la voûte en berceau de la nef est mentionné 1723), l'édifice est de plan allongé, composé d'une nef centrale unique voûtée en berceau à lunette se terminant par un chœur à chevet plat derrière lequel se trouve l'ancienne chapelle de confrérie. Six chapelles collatérales habillent les côtés (3 de chaque côté). Dans le chœur, le maître-autel est en marbre polychrome. Il est surmonté d'un tableau d'autel représentant saint Michel terrassant le démon.
L'église possède un clocher-horloge de quatre niveaux coiffé d'un lanternon à unique baie, accolé au chœur. La façade orientale présente un plan traditionnel à deux étages surmontés d'un fronton plat, simplement triangulaire, séparé de l'étage intermédiaire par une corniche.
À l'intérieur sont apposées trois plaques en mémoire des soldats morts durant les guerres mondiales de 14-18 et 39-45.

#### Église Saint-Antoine
L'église paroissiale Saint-Antoine avec son clocher-campanile se trouve à Lugo-di-Venaco. Église d'art populaire, elle renferme un chemin de croix en bois sculpté.

#### Autres patrimoines religieux
- Chapelle Sainte-Catherine située place du quartier « Fonds du village ». À l'étage, se trouve le presbytère des paroisses du Vénacais et du Vezzanais.
- Chapelle Saint-Roch, propriété privée, un petit édifice situé dans le village de Campovecchio.

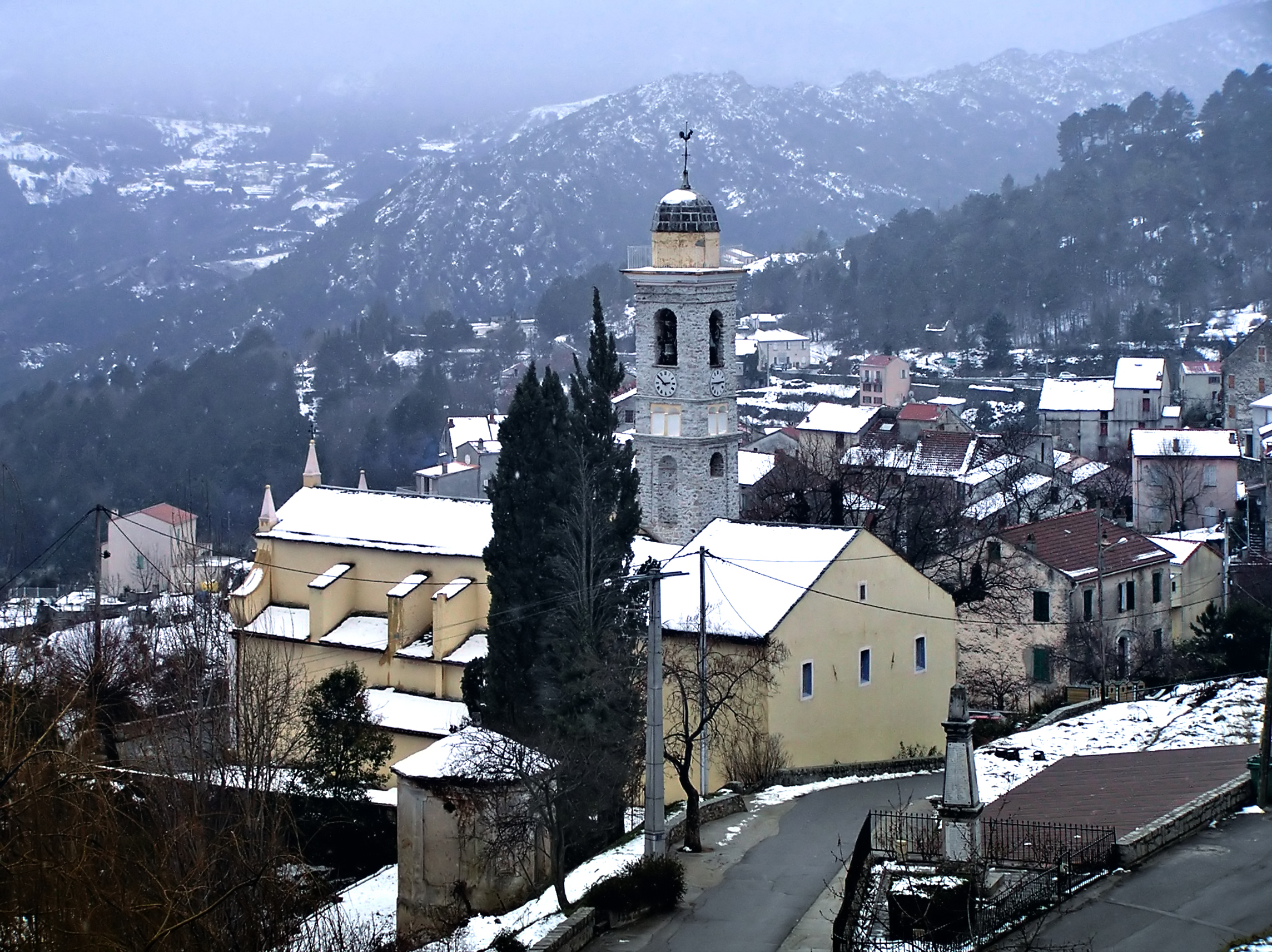
Saint-Michel hiver 2005.
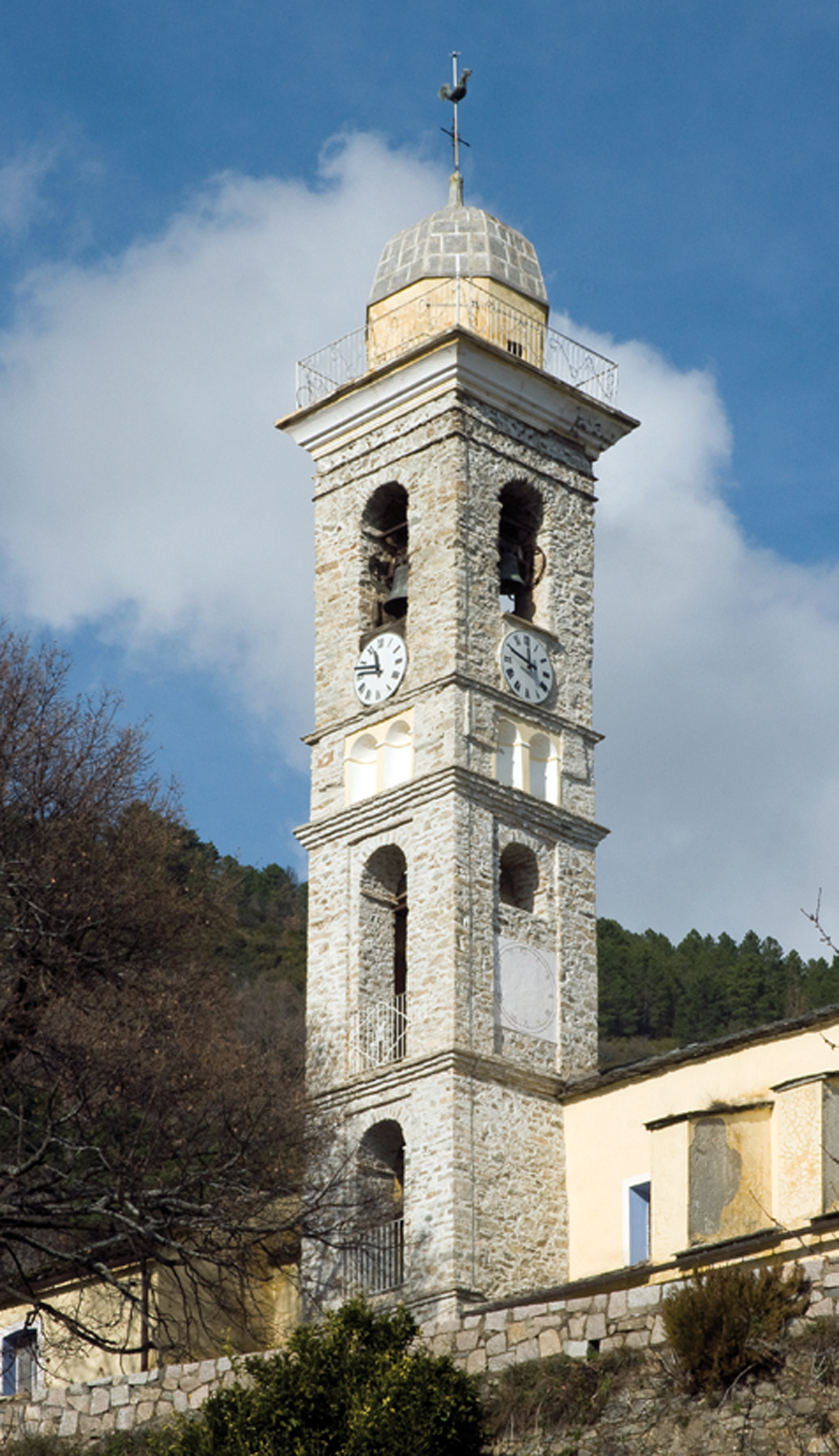
L'église Saint-Michel de Serraggio.
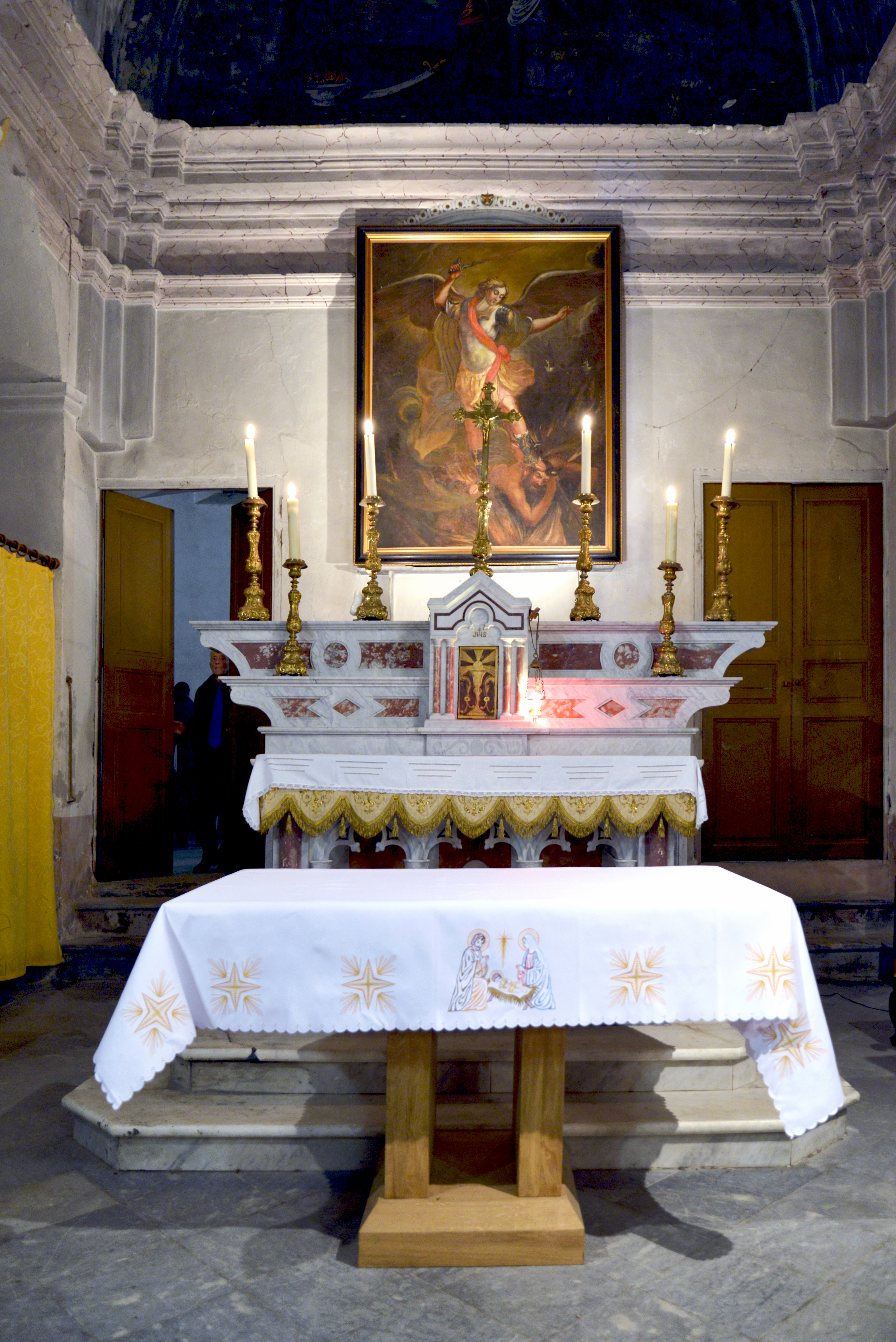
Le chœur.
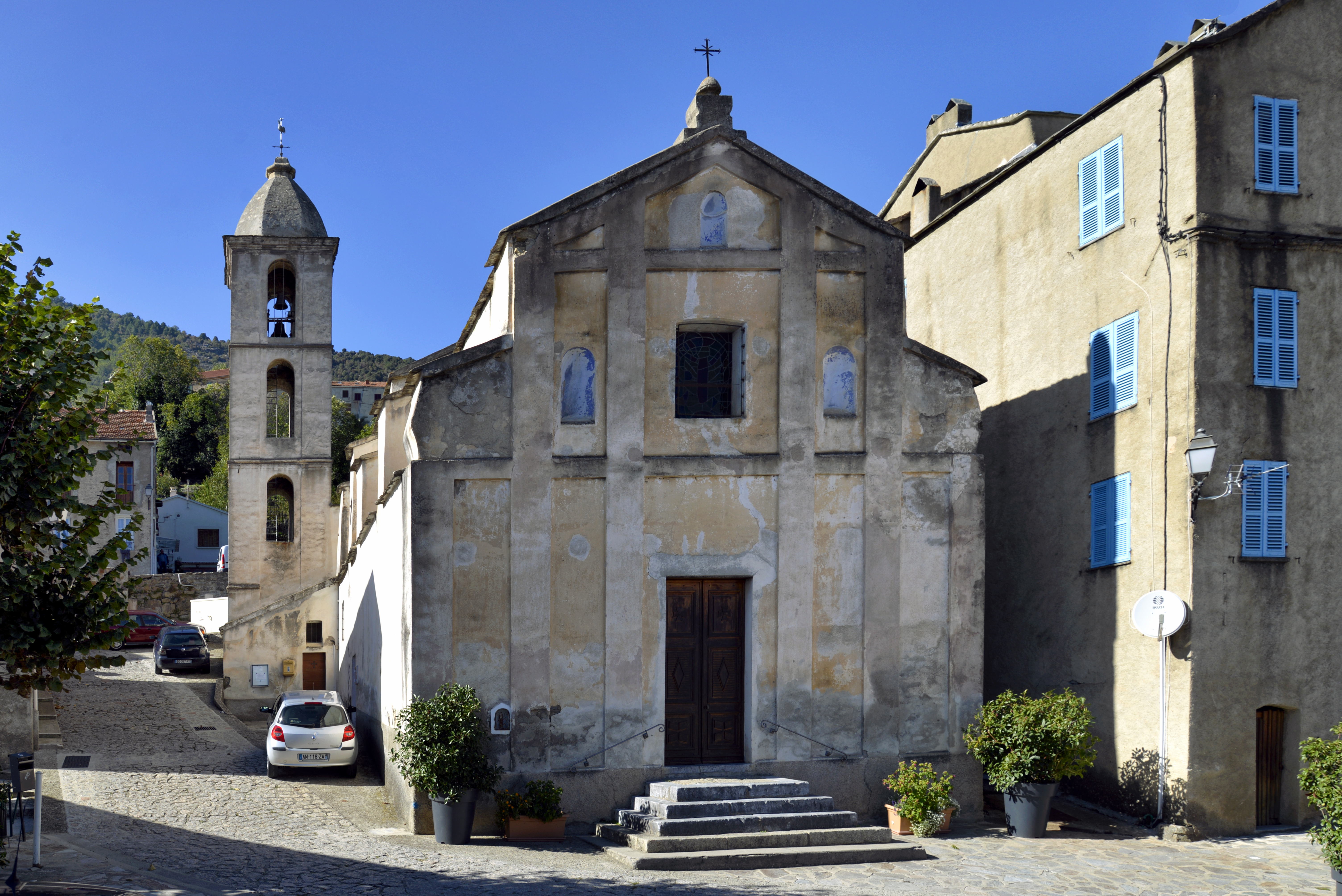
Église Saint-Antoine.
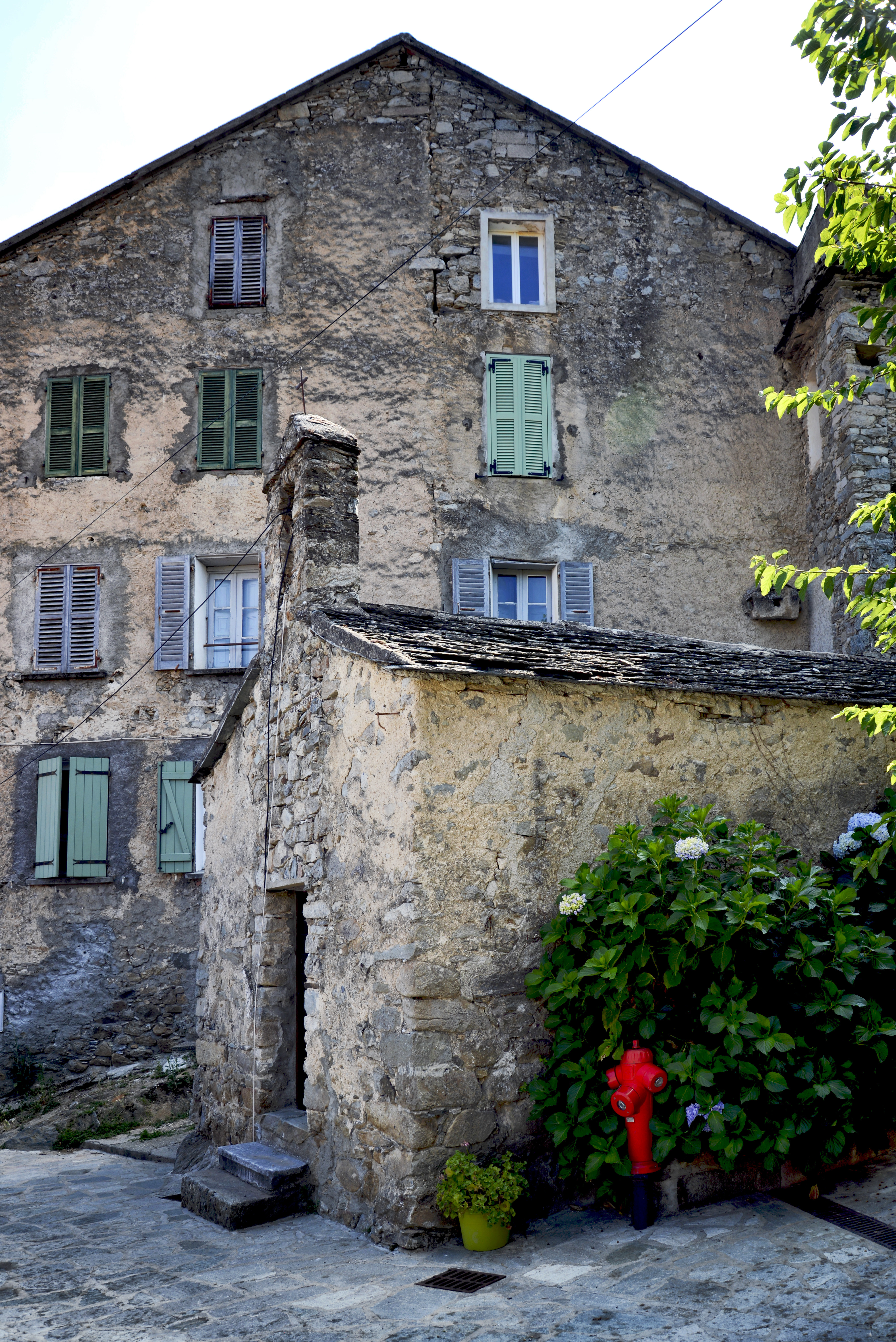
Chapelle Saint-Roch.

### Personnalités liées à la commune
- Charles Antoine Fontaine, directeur de l'exploitation des chemins de fer de Corse. Père de Marcel qui suit.
- Marcel Henri Alphonse Fontaine (1900-1942), commandant de navire de Marine nationale y est né.
- Marius Giacobbi (1846-1919), homme politique.
- Paul Giacobbi (1896-1951), homme politique.
- François Giacobbi (1919-1997), homme politique.
- Paul Giacobbi (1957-), homme politique.
- J.M. Jacobj (U Lugu di Venacu ? - Bastia 1836). Avocat. Auteur d’une "Histoire générale de la Corse" (1835).
- Jean, Thomas, Ignace Levanti (1932 - ), premier président honoraire de la Cour d'appel de Grenoble, officier de la Légion d'Honneur.
- Jean-Marc Salvadori (1883-1934), écrivain, auteur de Contes et légendes et de Les femmes héroïques corses (1930).

## Pour approfondir